# Leonhard Euler

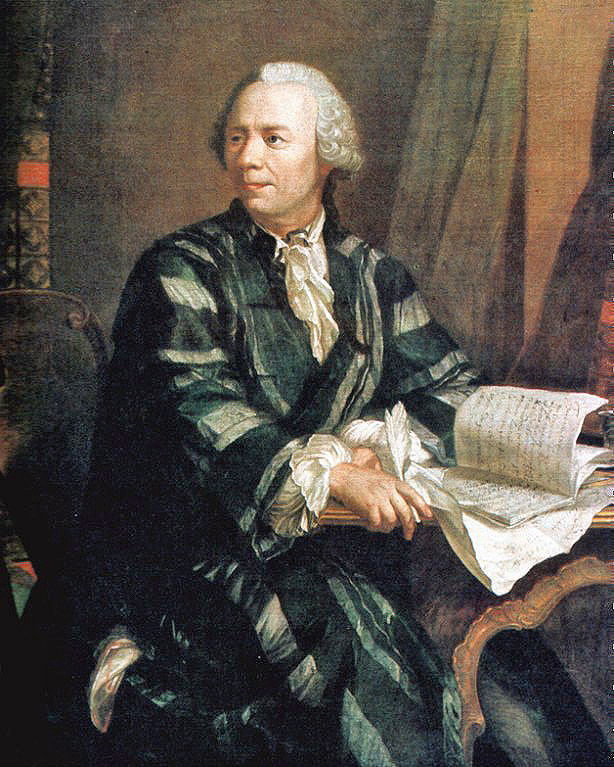
Leonhard Euler (Porträt von Jakob Emanuel Handmann, 1756)

Leonhard Euler (lateinisch Leonhardus Eulerus; * 15. April 1707 in Basel; † 7. Septemberjul. / 18. September 1783greg. in Sankt Petersburg) war ein Schweizer Mathematiker, Physiker, Astronom, Geograph, Logiker und Ingenieur.
Er machte wichtige und weitreichende Entdeckungen in vielen Bereichen der Mathematik, beispielsweise der Infinitesimalrechnung und der Graphentheorie. Gleichzeitig leistete Euler fundamentale Beiträge auf anderen Gebieten wie der Topologie und der analytischen Zahlentheorie. Er prägte große Teile der bis heute weltweit gebräuchlichen mathematischen Terminologie und Notation, beispielsweise führte er den Begriff der mathematischen Funktion in die Analysis ein. Er ist zudem für seine Arbeiten in der Mechanik, Strömungsdynamik, Ballistik, Optik, Astronomie und Musiktheorie bekannt.
Euler, der den größten Teil seines Lebens in Sankt Petersburg und in Berlin verbrachte, gilt als einer der brillantesten und produktivsten Mathematiker aller Zeiten. Seine bekannten gesammelten Schriften (Opera omnia) umfassen 76 Bände.
Leonhard Euler zu Ehren erhielten zwei mathematische Konstanten seinen Namen: die Eulersche Zahl {\displaystyle \mathrm {e} \approx 2{,}71828} (Basis des natürlichen Logarithmus) und die Euler-Mascheroni-Konstante {\displaystyle \gamma \approx 0{,}57721} aus der Zahlentheorie, die gelegentlich auch Eulersche Konstante genannt wird.
Eulers Arbeiten inspirierten viele Generationen von Mathematikern, darunter Pierre-Simon Laplace, Carl Gustav Jacobi und Carl Friedrich Gauß, nachhaltig. Laplace soll zu seinen Schülern gesagt haben: «Lest Euler, er ist unser aller Meister!».

## Biographie

### Kindheit, Jugend und Ausbildung

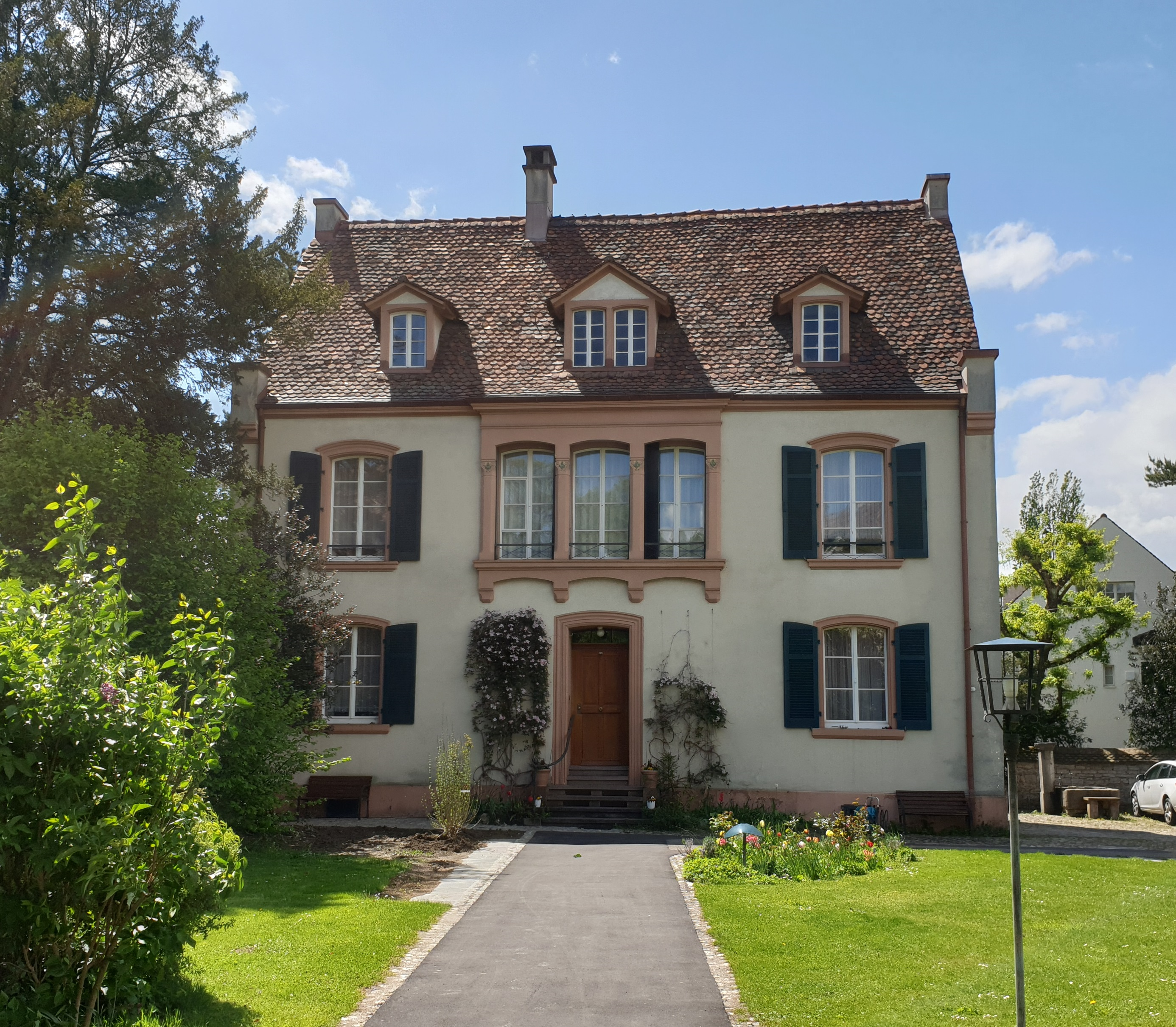
Im Pfarrhaus in Riehen bei Basel wuchs Leonhard Euler auf.

Euler wurde als ältestes Kind des Pfarrers Paul III. Euler (1670–1745) und dessen Ehefrau Margaretha Brucker (1677–1761), einer Pfarrerstochter, in Basel geboren. Er hatte zwei jüngere Schwestern, Anna Maria und Maria Magdalena, und einen jüngeren Bruder, Johann Heinrich.

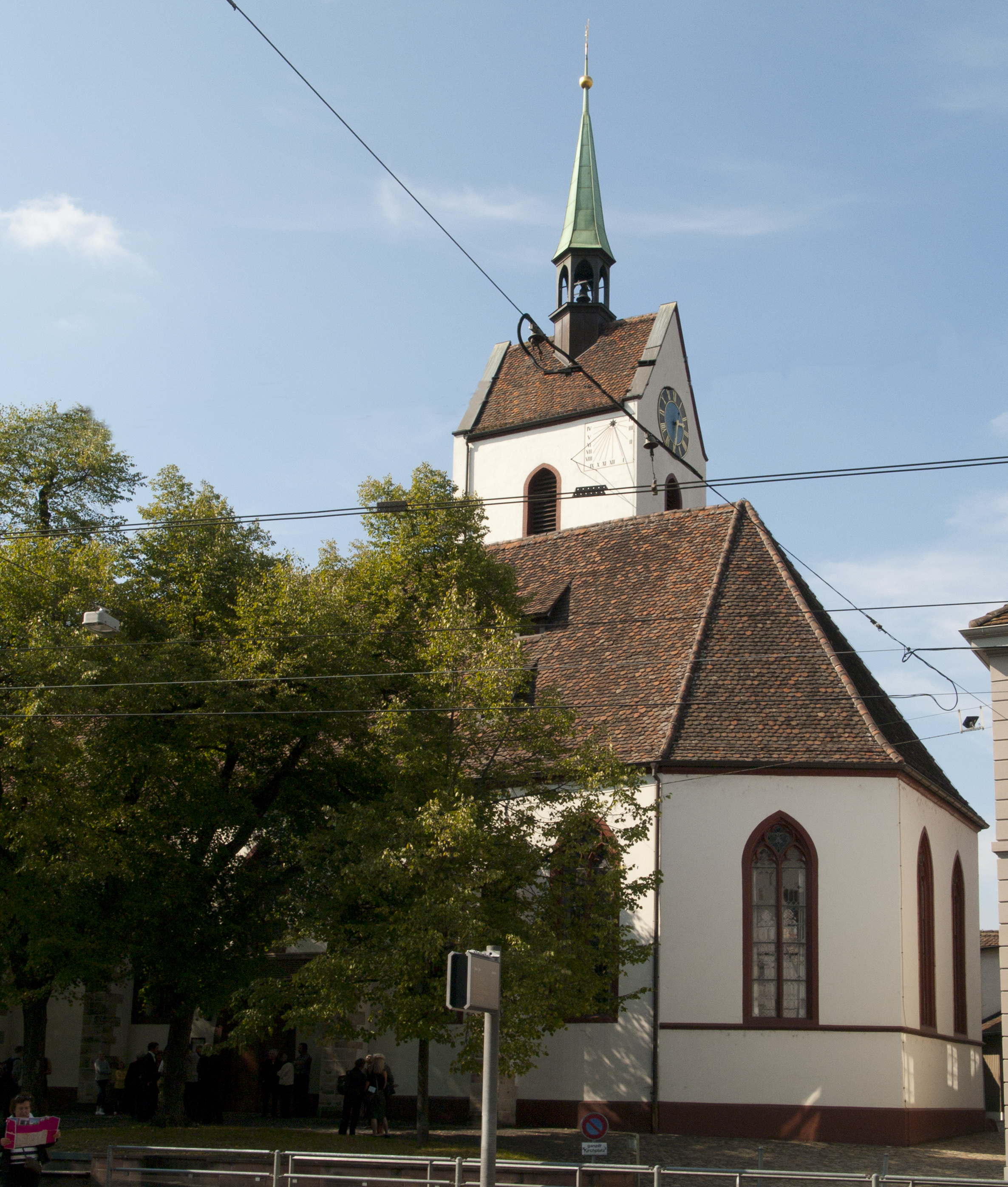
In der Dorfkirche Riehen war Leonhard Eulers Vater Paul Pfarrer.

Bald nach der Geburt von Leonhard zog die Familie Euler wegen einer Versetzung des Vaters von Basel in das benachbarte Dorf Riehen, wo Leonhard ab 1708 den größten Teil seiner Kindheit verbrachte. Das geistige Klima im Pfarrhaushalt war inspirierend: Eulers Mutter kam selbst aus einer gebildeten Familie, und der Vater hatte mathematische Interessen und bei Jakob I Bernoulli nicht nur Vorlesungen gehört, sondern sogar 1688 eine mathematische Dissertation verfasst. Leonhard Euler besuchte das Gymnasium am Münsterplatz in Basel und bekam gleichzeitig Privatunterricht beim Theologen Johannes Burckhardt (1691–1743). Dies hatte sein Vater für ihn arrangiert, da der Mathematikunterricht an der Schule gestrichen worden war. Es gilt zudem als gesichert, dass der junge Euler das Buch Behend und hübsch Rechnung durch die kunstreichen regeln Algebre, so gemeinicklich die Coß genennt werden von Christoph Rudolff (1499–1545) erfolgreich studierte. Der mathematikbegeisterte Vater war mit den Bernoullis und speziell Europas führendem Mathematiker Johann I Bernoulli, der später großen Einfluss auf den jungen Leonhard nehmen sollte, befreundet.
Im Jahr 1720 schrieb er sich im Alter von 13 Jahren an der Universität Basel ein. Auf Wunsch seines Vaters, der für seinen Sohn eine Pastorenlaufbahn vorgesehen hatte, begann Euler ein Studium der Theologie sowie der griechischen und hebräischen Sprache. Drei Jahre später erhielt er die Magisterwürde. In der dabei eingereichten Dissertation verglich er die Naturphilosophie in den Systemen von Descartes und von Newton miteinander. Die Verteidigungsrede ist zwar nicht schriftlich überliefert, doch wird Eulers naturphilosophisches Bild später Elemente beider großen Systeme beibehalten: von Descartes die Metaphysik der Nahwirkung aller Kräfte und von Newton die rein mathematische Durcharbeitung von Fernkräften auf Punktmassen, die er zeit seines Lebens mit den Mitteln der von ihm geprägten Analysis weiterentwickeln wird.
Zwischenzeitlich hatte er wöchentlich Unterricht bei Johann Bernoulli genommen, der zu damaliger Zeit führende Mathematiker auf dem Kontinent. Bernoulli war mit dem damaligen Entwicklungsstand der Infinitesimalrechnung vertraut und bildete sie weiter. Euler hatte somit bereits in seinen Jugendjahren direkten Zugang zu aktuellen Problemen der Mathematik, die seine Erforschung der Analysis bestimmen sollten. Bernoulli war es auch, der die außergewöhnliche Begabung seines neuen Schülers für Mathematik erkannte und zu fördern begann. Bernoulli überzeugte daraufhin Paul Euler, dass sich Leonhard besser der Mathematik und Physik zuwende. Sein Einfluss auf Eulers Entwicklung war prägend. Mit Johann Bernoulli pflegte Euler seit Beginn seiner wissenschaftlichen Karriere bis zu dessen Lebensende, also etwa zwanzig Jahre lang, eine freundschaftliche und kollegiale Briefbeziehung.
1726 schloss Euler eine weitere Dissertation mit dem Titel De Sono, ein Werk über die Schallausbreitung, ab. Im Jahr 1727 nahm er erstmals am Wettbewerb um den Pariser Akademiepreis teil, in dem es galt, das Problem der optimalen Platzierung von Schiffsmasten zu lösen. Jedes Jahr stellte die Pariser Akademie einen Preisbericht zusammen, und die Berichte wurden anschließend in ihren Preisbänden Pièces qui ont remporté le prix de l’académie royale des sciences de Paris (Arbeiten, die den Preis der Königlichen Akademie der Wissenschaften in Paris gewonnen haben) veröffentlicht. Eulers eingereichte Arbeit belegte nur den dritten Platz, löste jedoch ein Problem. Den Wettbewerb gewann Pierre Bouguer, der später als „Vater des Schiffbaus“ Bekanntheit erlangte. Spätere Austragungen des Wettbewerbs konnte Euler in insgesamt zwölf Fällen für sich entscheiden. Von der ersten Ausschreibung im Jahr 1720 bis zum größten Teil des achtzehnten Jahrhunderts galt der Prix de Paris als die bedeutendste wissenschaftliche Auszeichnung in Europa.

### Zeit in Sankt Petersburg
Um diese Zeit arbeiteten die beiden Söhne von Johann Bernoulli, Daniel und Nikolaus, an der 1725 neu eröffneten Kaiserlich Russischen Akademie der Wissenschaften in Sankt Petersburg, nachdem bereits Eulers Studienkollege Jakob Hermann ein Jahr zuvor dort die Professur für Mathematik angenommen hatte. Am 31. Juli 1726 starb Nikolaus an einer Blinddarmentzündung. Als Daniel die Stelle seines Bruders in der Abteilung Mathematik/Physik übernahm, empfahl er, die von ihm frei gewordene Stelle in der Physiologie mit seinem Freund Euler zu besetzen. Im November 1726 nahm Euler das Angebot an, verzögerte aber die Reise nach Sankt Petersburg, während er sich erfolglos um eine Physikprofessur an der Universität Basel bewarb.

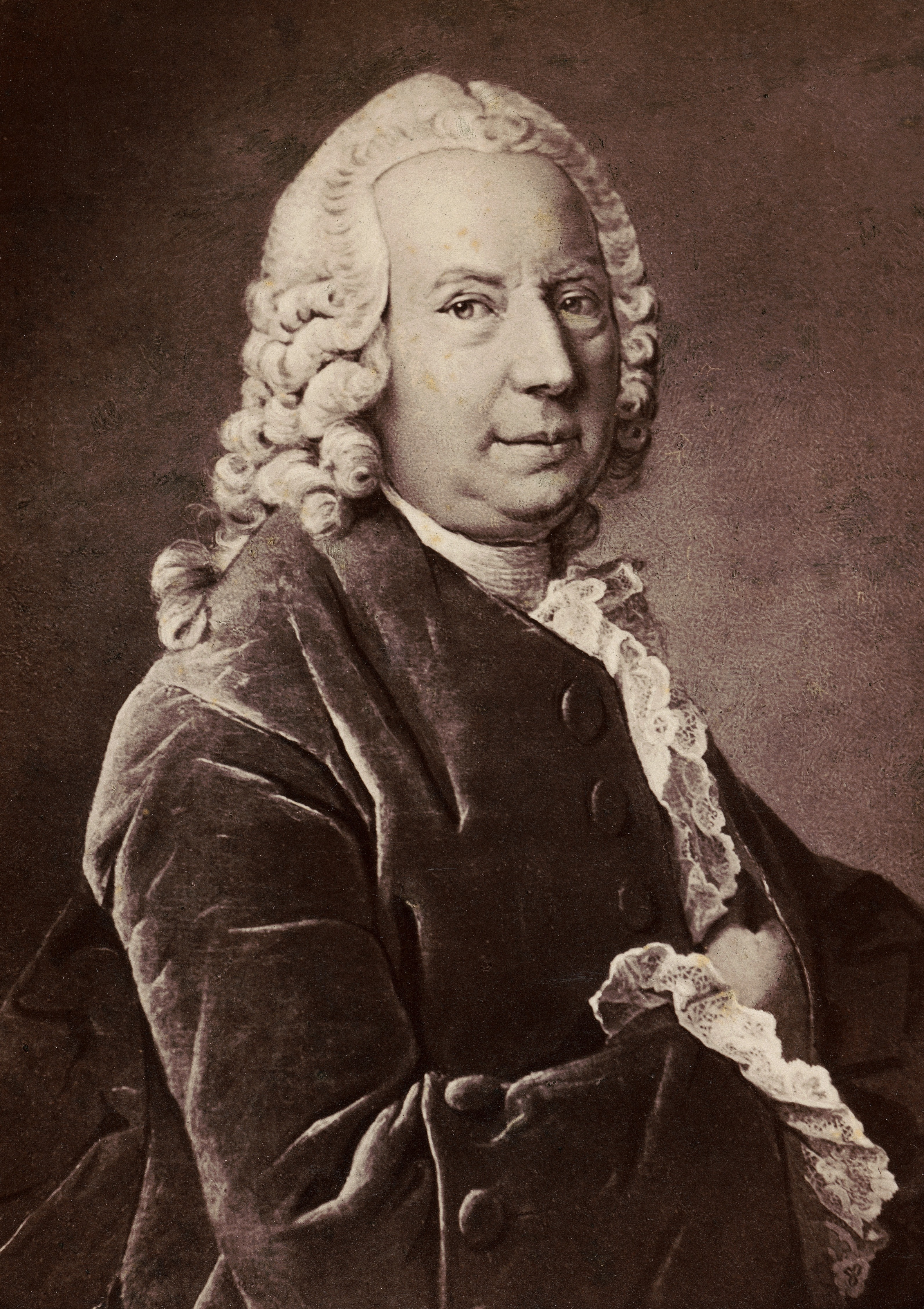
Daniel Bernoulli

Euler kam am 17. Mai 1727 in Sankt Petersburg an. Er wurde sehr bald von seiner Junior-Stelle in der medizinischen Abteilung der Akademie auf eine Stelle in der mathematischen Abteilung befördert und trat damit die Nachfolge Jakob Hermanns an, der wieder nach Basel zurückkehrte. Während dieser Zeit wohnte er bei Daniel Bernoulli, mit dem er oft eng zusammenarbeitete. Euler beherrschte bereits nach kurzem Aufenthalt die russische Sprache fließend und ließ sich in Sankt Petersburg nieder. Einige Quellen (primär ältere Sekundärwerke) behaupten, dass er (auf der Grundlage eines Preises der Pariser Akademie für Schiffsmasten und Physiologiekurse) zum Sanitäter der russischen Marine wurde. Hierüber gibt es jedoch keine Aufzeichnungen.
Die von Peter dem Großen gegründete Akademie in Sankt Petersburg sollte die Ausbildung in Russland verbessern und den wissenschaftlichen Vorsprung Westeuropas aufholen. Zu diesem Zweck wurde sie für ausländische Wissenschaftler wie Euler besonders attraktiv gemacht. Die Akademie verfügte über reichlich finanzielle Mittel und eine umfangreiche Bibliothek, die aus den Privatbibliotheken Peters und des Adels stammte. Um die Lehrtätigkeit der Fakultät zu entlasten, wurden nur sehr wenige Studenten an der Akademie eingeschrieben. Die Akademie legte gesteigerten Wert auf die Forschung und bot ihren Mitgliedern sowohl die Zeit als auch die Freiheiten, wissenschaftlichen Fragen nachzugehen.
Katharina I., die die fortschrittliche Politik ihres verstorbenen Mannes fortgesetzt und die Akademie unterstützt hatte, starb am Tag von Eulers Ankunft. Mit dem Aufstieg des zwölfjährigen Peter II. gewann der russische Adel an Einfluss. Der Adel, der den ausländischen Wissenschaftlern der Akademie ablehnend gegenüberstand, kürzte die Mittel und bereitete Euler und seinen Kollegen damit zunehmende Schwierigkeiten.
Nach dem Tod Peters II. Anfang 1730 verbesserten sich die Bedingungen für die Wissenschaft wieder ein wenig. Euler stieg dank seiner Leistungen rasch auf und wurde 1731 zum Professor für Physik ernannt. Zwei Jahre später reiste Daniel Bernoulli, der die Zensur und die Feindseligkeiten in Sankt Petersburg nicht mehr ertrug, nach Basel. Euler trat schließlich 1733 als dessen Nachfolger die Professur für Mathematik an.
Am 7. Januar 1734 heiratete er Katharina Gsell (1707–1773), eine Tochter des Malers Georg Gsell aus dessen erster Ehe mit Marie Gertrud van Loen. Das junge Paar kaufte ein Haus an der Newa. Von ihren 13 Kindern überlebten nur fünf die Kindheit. Eulers Enkelin Charlotte Anna Wilhelmine (* 1773; † 1831), die Tochter seines Sohnes Johann Albrecht (* 1734; † 1800), war mit Jakob Bernoulli, dem zweiten Jakob der Bernoulli-Familie (* 1759; † 1789), kinderlos verheiratet.
Nach Eulers eigener Einschätzung ließen ihn die Petersburger Jahre zu einem starken Wissenschaftler heranreifen. Dies geht aus verschiedenen überlieferten Briefen aus seiner Berliner Zeit hervor.

### Zeit in Berlin

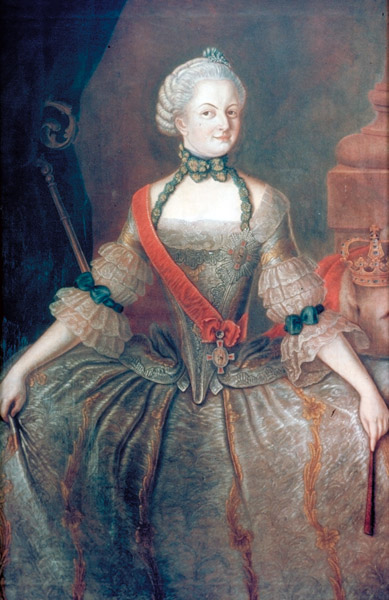
Friederike Charlotte von Brandenburg-Schwedt (1767), Fürstäbtissin des Stifts Herford

Besorgt über die anhaltenden politischen Wirren und Machtkämpfe in Folge des Todes der Zarin Anna I. in Russland verließ Euler am 19. Juni 1741 Sankt Petersburg, um eine Stelle an der Königlich Preußischen Akademie der Wissenschaften zu Berlin zu übernehmen, die ihm von Friedrich II. von Preußen angeboten worden war. Euler korrespondierte dort mit Christian Goldbach und verglich dessen Theorien mit seinen eigenen.
Darüber hinaus wurde Euler gebeten, Friederike Charlotte von Brandenburg-Schwedt, Friedrichs Cousine zweiten Grades, als Tutor zu dienen. Anfang der 1760er-Jahre schrieb Euler über 200 Briefe an sie, die später zu einem Buchband mit dem Titel Briefe an eine deutsche Prinzessin – über verschiedene Gegenstände aus der Physik und Philosophie zusammengestellt wurden. Dieses Werk enthielt Eulers Ausführungen zu verschiedenen Themen der Physik und Mathematik und bot wertvolle Einblicke in seine Persönlichkeit und religiösen Überzeugungen. Das Buch wurde populärer als jedes seiner mathematischen Werke und in ganz Europa und in den Vereinigten Staaten veröffentlicht. Die Popularität der „Briefe“ zeugt von Eulers Fähigkeit, wissenschaftliche Themen einem Laienpublikum effektiv zu vermitteln, etwas, was unter engagierten Forschern als selten galt.

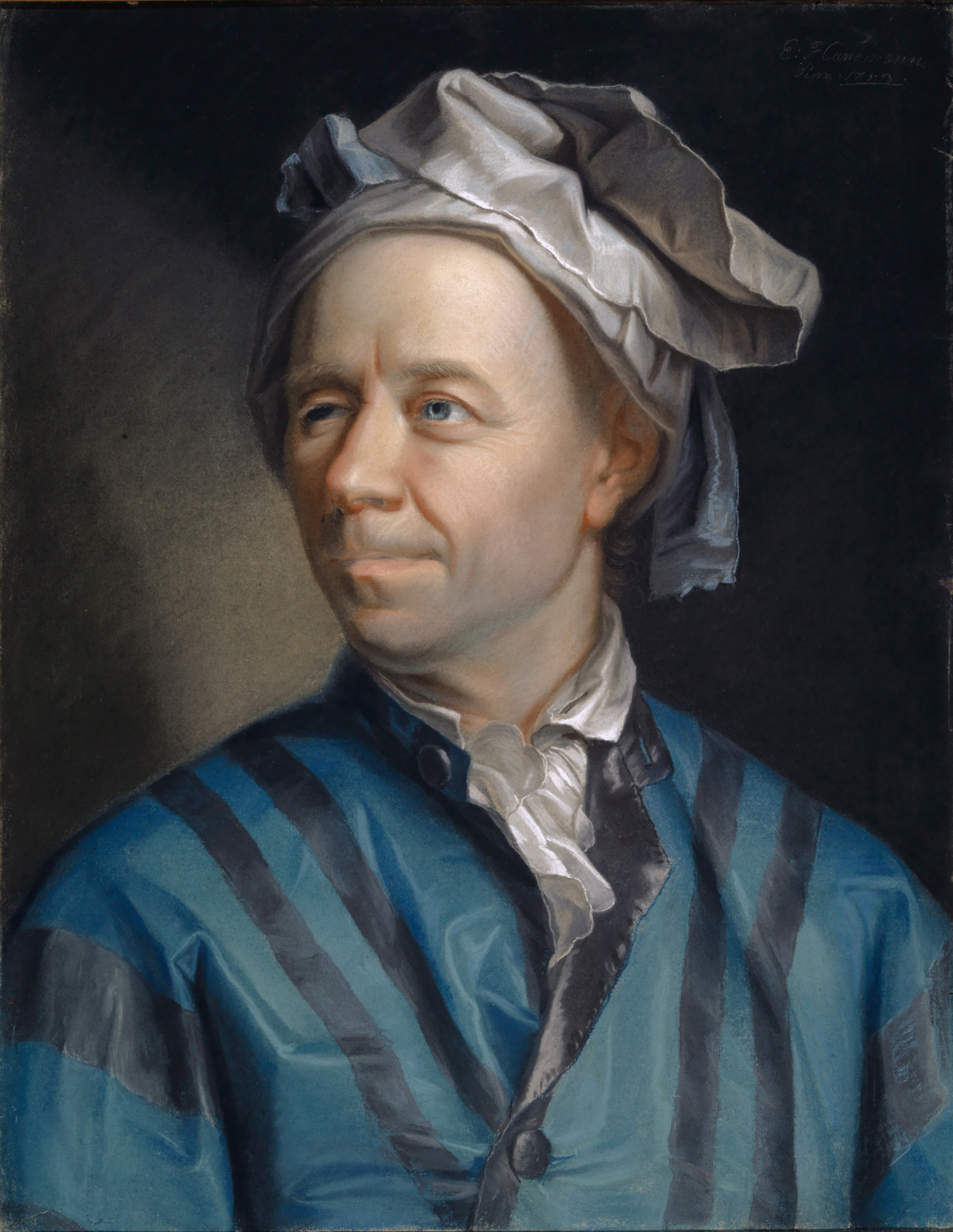
Porträt des Leonhard Euler (Jakob Emanuel Handmann 1753). Zu erkennen ist das entzündete rechte Auge.

Eulers Sehkraft verschlechterte sich im Laufe seines Lebens. Im Jahr 1738, drei Jahre nachdem er zwischenzeitlich lebensgefährlich erkrankt war (es ist aus den Aufzeichnungen Eulers damaligen Arztes nicht zu erkennen, welche Erkrankung genau vorlag), erblindete er auf seinem rechten Auge fast vollständig. Euler machte jedoch die mühsame Arbeit an der Kartographie für die Sankt Petersburger Akademie dafür verantwortlich. Seine Sehkraft auf diesem Auge verschlechterte sich während seines Aufenthalts in Deutschland so sehr, dass Friedrich ihn bald als „mein Zyklop“ bezeichnete. Euler bemerkte zu seinem Sehverlust: „Jetzt werde ich weniger Ablenkung haben“.

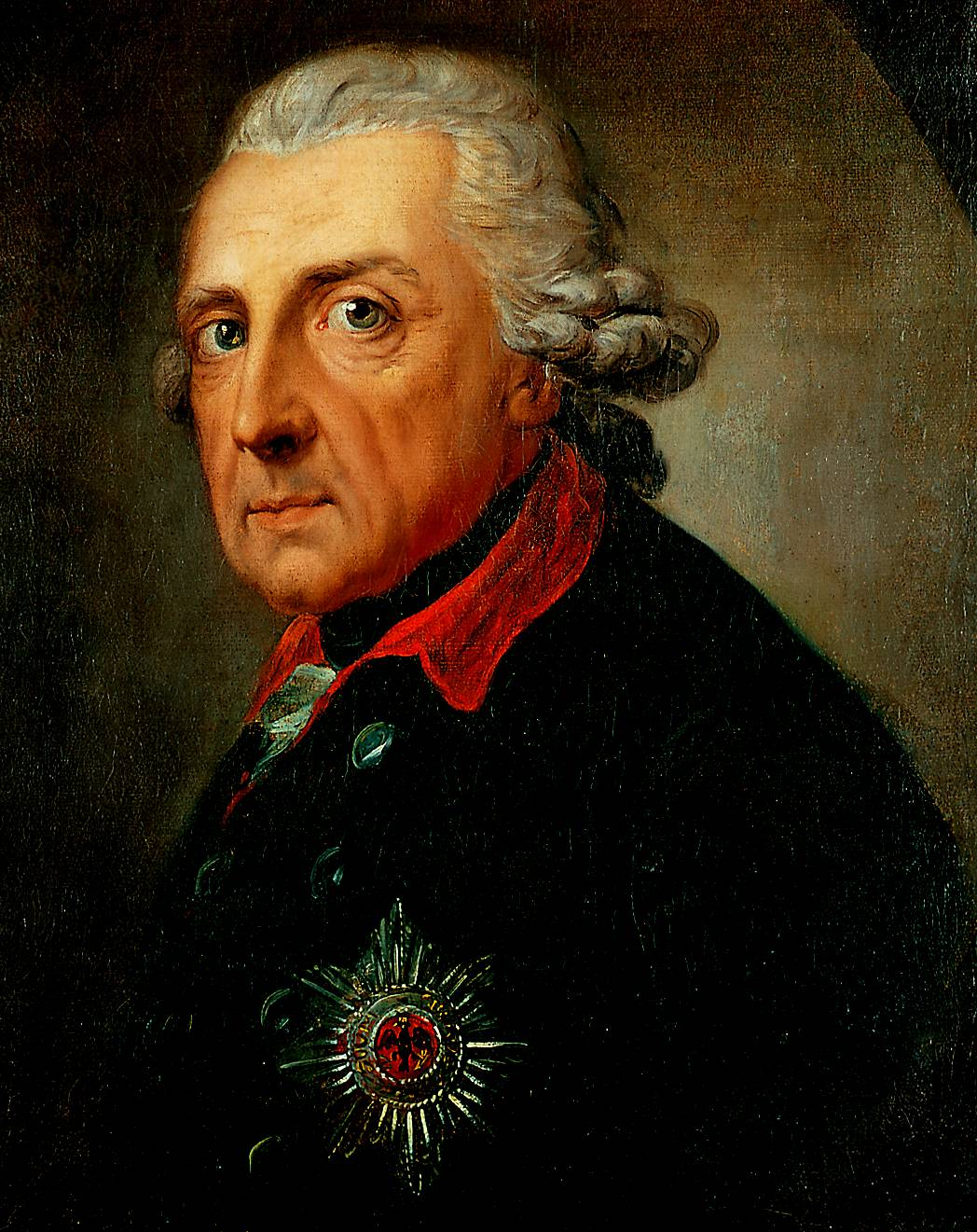
Friedrich II. (Porträt von Anton Graff, 1781) gilt als großer Reformer

Trotz Eulers immensen Beitrags zum Ansehen der Akademie geriet er mit Friedrich in Streit. Der preußische König hatte einen großen Kreis von Intellektuellen an seinem Hof. Er fand den Mathematiker jedoch unkultiviert und zu schlecht informiert über die Dinge jenseits von Zahlen und Werten. In einem Brief an seinen Bruder August Wilhelm schrieb Friedrich:

„Liebster Bruder! Ich dachte mir schon, daß Deine Unterhaltung mit Herrn Euler Dich nicht erbauen würde. Seine Epigramme bestehen in Berechnungen neuer Kurven, irgendwelcher Kegelschnitte oder astronomischer Messungen. Unter den Gelehrten gibt es solche gewaltige Rechner, Kommentatoren, Übersetzer und Kompilatoren, die in der Republik der Wissenschaften nützlich, aber sonst alles andere als glänzend sind. Man verwendet sie wie die dorischen Säulen in der Baukunst. Sie gehören in den Unterstock, als Träger des ganzen Bauwerkes und der korinthischen Säulen, die seine Zierde bilden.“

Als einfacher, frommer Mann, der nie die bestehende Gesellschaftsordnung oder konventionelle Überzeugungen in Frage stellte, galt Euler in vielerlei Hinsicht als das genaue Gegenteil von Voltaire, der an Friedrichs Hof einen hohen Stellenwert genoss. Euler war kein geübter Redner und machte es sich oft zur Aufgabe, über Themen zu streiten, über die er wenig wusste, was ihn zum Ziel von Spott seitens Voltaires machte. In der als Akademiestreit bezeichneten Auseinandersetzung zwischen Pierre Maupertuis und Voltaire stand Euler, neben Friedrich II., als einer der wenigen auf Maupertuis’ Seite.
Friedrich hatte für Eulers Arbeits- und Ausdrucksweise nur wenig Verständnis. Ihm war die ‹Strenge der Mathematik […] ein Greuel›. Unter anderem konnten Eulers Versuche, die Musik auf Basis der Mathematik zu behandeln, bei Friedrich nur hämische Bemerkungen hervorrufen. Auch soll Euler sich einmal auf einen Wettstreit mit Friedrichs Kapellmeister eingelassen haben, in dem er ein Menuett nach den Grundsätzen der von ihm entwickelten und nach ihm benannten Tonlehre komponierte. Doch erwies sich diese Musik als ‹unsangbar, steif, ohne die mindeste Anmut; man war froh, als er die letzte Note anschlug›.
Friedrich II. brauchte Eulers mathematische Fertigkeiten vor allem für praktische Dienste, wie für die Nivellierung des Finowkanals, für die Anlage der Wasserwerke in Sanssouci, zur Aufsicht über die Salzwerke in Schönebeck, oder zur Begutachtung von Lotterieplänen, Witwenkassen und anderen Finanzprojekten. Dabei äußerte er seine Enttäuschung über Eulers praktische Fähigkeiten als Ingenieur:

« Je voulus faire un jet d’eau en mon Jardin; le Ciclope Euler calcula l’éffort des roues, pour faire monter l’eau dans un bassin, d’ou elle devoit retomber par des canaux, afin de jaillir à Sans-Souci. Mon Moulin a été éxécuté géométriquement, et il n’a pu élever une goutte d’eau à Cinquante pas du Bassin. Vanité des Vanités ! Vanité de la géométrie. »

„Ich wollte in meinem Garten eine Fontaine anlegen lassen. Der Zyklop Euler berechnete die Kräfte der Räder, durch die das Wasser in ein Bassin steigen, von da wieder herunterfallen, durch Kanäle fließen und in Sanssouci springen sollte. Meine Wasserkunst ward mathematisch angelegt, und konnte fünfzig Schritte weit nicht einen Tropfen in die Höhe bringen. O Eitelkeit der Eitelkeiten! O Eitelkeit der Geometrie!“

Nach Einschätzung des Physikers Michael Eckert ist das Scheitern des Bauprojektes jedoch nicht auf Rechenfehler Eulers, sondern minderwertiges Baumaterial zurückzuführen.
Als Grund für den endgültigen Bruch zwischen Euler und Friedrich gilt jedoch die Weigerung des Monarchen, nach dem Tode von Pierre Maupertuis Euler als dessen Nachfolger für das Amt des Präsidenten der Akademie zu ernennen. Stattdessen favorisierte Friedrich den französischen Mathematiker Jean-Baptiste le Rond d’Alembert. Als d’Alembert aber den Posten des Präsidenten der Akademie nicht annahm und stattdessen Euler vorschlug, ignorierte Friedrich dies.
Euler zeigte zu wenig ‹staatmännischen Schliff›, zu wenig Eloquenz, er hatte kein sicheres Auftreten: Merkmale, auf die Friedrich viel Wert legte. Überliefert sind auch Vorkommnisse, bei denen Euler in der Akademie gewisse Führungsschwäche an den Tag legte und die Friedrich verärgert haben.
Als Reaktion auf Friedrichs Ablehnung reichte Euler ein Entlassungsgesuch ein, blieb mit seiner Bitte jedoch erfolglos. Erst nach einem zweiten Versuch ließ Friedrich ihn ziehen. Kurz nach Eulers Abreise ernannte Friedrich den Mathematiker Joseph-Louis Lagrange, mit dem Euler bei der Entwicklung der Variationsrechnung zusammengearbeitet hatte, zum Präsidenten.
Euler lebte insgesamt 25 Jahre lang in Berlin, wo er über 380 Artikel schrieb. In Berlin veröffentlichte er zwei seiner bekanntesten Werke: die Introductio in analysin infinitorum, ein 1748 veröffentlichter Text über Funktionen, und die Arbeit Institutiones calculi differentialis, die die Differentialrechnung behandelt und 1755 veröffentlicht wurde. 1755 wurde er zum ausländischen Mitglied der Königlich-Schwedischen Akademie der Wissenschaften gewählt.

### Rückkehr nach Sankt Petersburg und Tod

Katharina II. bereitete Euler in Sankt Petersburg einen großen Empfang

1760, als der Siebenjährige Krieg im Gange war, wurde Eulers Hof in Charlottenburg von den vorrückenden russischen Truppen geplündert. Als General Iwan Petrowitsch Saltykow von diesem Zwischenfall erfuhr, zahlte er eine Entschädigung an Euler für dessen verloren gegangenen Besitz, wobei Kaiserin Elisabeth von Russland später eine weitere Zahlung von 4000 Rubel hinzufügte – damals eine enorme Summe. Die politische Situation in Russland stabilisierte sich nach der Thronbesteigung von Katharina der Großen, so dass Euler 1766 eine Einladung zur Rückkehr an die Sankt Petersburger Akademie annahm. Euler stellte Bedingungen: ein Jahresgehalt von 3000 Rubel, eine Rente für seine Frau und das Versprechen, seine Söhne in hohe Positionen zu berufen. All diesen Bitten wurde stattgegeben. Er sollte den Rest seines Lebens in Russland verbringen.
1771 erblindete er vollständig. Es hatte sich ein Grauer Star in seinem linken Auge entwickelt, der 1766 entdeckt wurde. Die Wiederherstellung des Sehvermögens durch einen chirurgischen Eingriff an seinem linken Auge verbesserte seine Sehkraft temporär. Im Oktober wurde er jedoch durch eine Komplikation, möglicherweise eine Infektion, fast vollständig blind und hatte gelegentlich Schmerzen. Er war damals 59 Jahre alt. Sein Zustand schien aber kaum Auswirkungen auf seine Produktivität zu haben, da er vieles mit seinen geistigen Rechenfähigkeiten und seinem außergewöhnlichen Gedächtnis kompensierte. Mit Hilfe seiner Schreiber konnte Euler seine Publikationsrate sogar noch erhöhen. Die Eulers trugen einen Doppelnamen, Euler-Schölpi, der sich von „schelb“ und „schief“ ableitet und für schielende oder krumme Augen steht. Dies deutet darauf hin, dass die Eulers möglicherweise alle eine Anfälligkeit für Augenprobleme hatten.
Trotz Erblindung entstand fast die Hälfte seines Lebenswerks in der zweiten Petersburger Zeit. Hilfe erhielt er dabei von seinen Söhnen Johann Albrecht, Karl und Christoph sowie von seinem Sekretär Nikolaus Fuss. Trotz seiner wissenschaftlichen Produktivität wurde er nie Präsident der Universität. Eulers Beziehungen zum Direktor der Petersburger Akademie Wladimir Grigorjewitsch Orlow, der den Posten im Alter von 23 Jahren angetreten hatte, gestalteten sich erneut schwierig. Euler zog sich bald von seinen offiziellen akademischen Pflichten an der Petersburger Akademie zurück, was ihm mehr Freiraum für seine wissenschaftliche Arbeit gab.
Sein zweiter Aufenthalt in Russland war, neben seiner Erblindung, auch von weiteren einschneidenden Ereignissen geprägt. Ein Brand in Sankt Petersburg im Jahr 1771 kostete ihn seine Wohnstätte und fast sein Leben. Unter anderem seine Bibliothek und Möbel fielen den Flammen zum Opfer, doch durch die schnelle Reaktion von Wladimir Orlow konnten viele Manuskripte gerettet werden. Ein Verlust war ein Werk über Mondtheorie, das 1772 von der Akademie in Paris hätte veröffentlicht werden sollen. Johann Albrecht Euler musste es anschließend Wort für Wort neu aufschreiben. 1773 starb schließlich seine erste Frau Katharina. Der Verlust erschwerte das häusliche Leben enorm, da Katharina den kompletten Haushalt geführt hatte. Euler war entschlossen, unabhängig zu bleiben und sich nicht auf seine Söhne zu verlassen, obwohl es damals durchaus üblich war, dass ein älterer Elternteil bei den Kindern wohnte und unter ihrer Obhut stand. Er arbeitete wie in der ersten Sankt Petersburger Periode in der Kunstkammer.

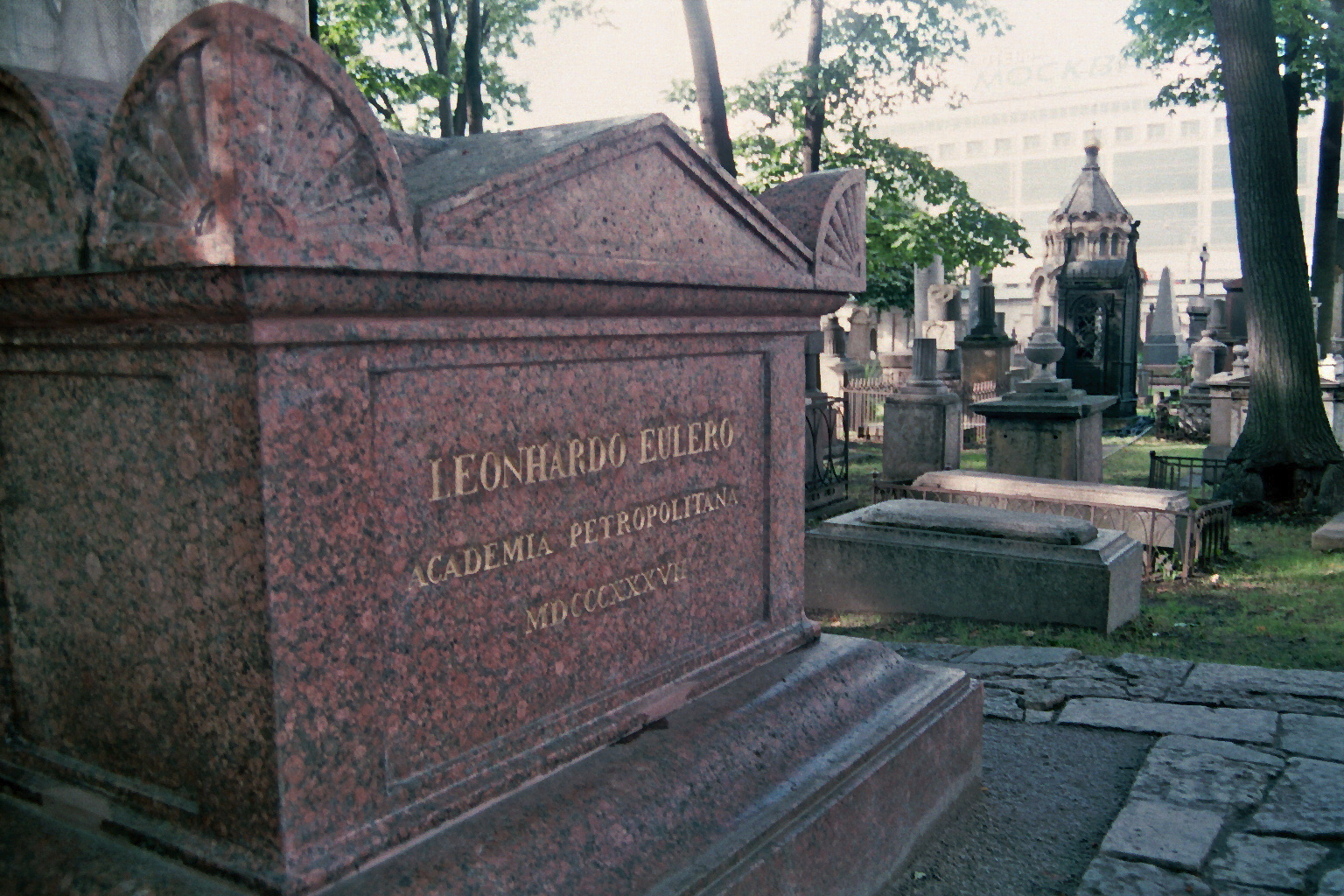
Eulers Grab auf dem Friedhof des Alexander-Newski-Klosters in Sankt Petersburg

Drei Jahre nach dem Tod seiner Frau heiratete Euler ihre Halbschwester Salome Abigail Gsell (1723–1794), Tochter von Georg Gsell und dessen dritter Ehefrau Maria Dorothea Gsell, der Tochter von Maria Sibylla Merian. Diese Ehe währte bis zu seinem Tod. Im Jahr 1782 wurde er zum ausländischen Ehrenmitglied der Amerikanischen Akademie der Künste und Wissenschaften gewählt.
Am 18. September 1783 (des gregorianischen Kalenders) diskutierte Euler in Sankt Petersburg nach einem Mittagessen mit seiner Familie und seinem Kollegen Anders Johan Lexell über den neu entdeckten Planeten Uranus und seine Umlaufbahn, als er in Folge einer Hirnblutung kollabierte. Einige Stunden später, gegen elf Uhr in der Nacht, starb er. Jacob von Staehlin schrieb einen kurzen Nachruf für die Russische Akademie der Wissenschaften, und Nikolaus Fuss hielt bei einem Gedenktreffen eine ausführlichere Lobrede. Marquis de Condorcet schrieb angesichts Eulers Ableben:

„[…] er hörte auf zu rechnen und zu leben.“

Euler wurde neben seiner Frau auf dem lutherischen Smolensker Friedhof auf der Wassiljewski-Insel in Sankt Petersburg begraben. Die Russische Akademie der Wissenschaften setzte 1837 einen Stein auf das Grab. Zum Gedenken an den 250. Jahrestag von Eulers Geburtstag wurde der Grabstein 1956 zusammen mit seinen sterblichen Überresten in die Nekropole auf den Lazarus-Friedhof des Alexander-Newski-Klosters umgebettet.

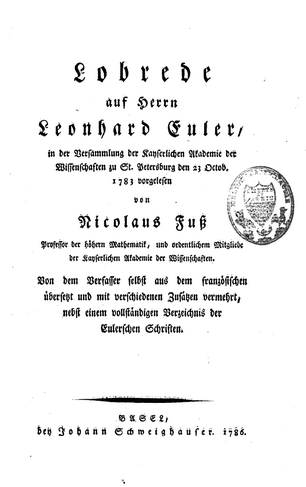
Titelblatt der «Lobrede auf Herrn Leonhard Euler» von 1783

Eulers bahnbrechende Leistungen auf vielen Gebieten waren bereits seinen Zeitgenossen bewusst. So wurde er als „fleischgewordene Analysis“ und „Sonne aller Mathematiker“ gefeiert. In seiner ausführlichen Lobrede betonte Nikolas Fuss Eulers Einfluss auf die Wissenschaft:

„Dies sind Eulers Verdienste um die Aufklärung seines Zeitalters, dies seine der Unsterblichkeit würdigen Arbeiten. Sein Name, den die Nachwelt dem eines Galilei, Descartes, Leibniz, Newton und so vieler anderer grossen Männer, die der Menschheit durch ihr Genie Ehre gemacht haben, an die Seite setzen wird, kann nur mit den Wissenschaften erlöschen. […] Wenige Gelehrte haben so viel als Euler geschrieben, kein Geometer so viele Gegenstände auf einmal umfaßt, keiner über alle Teile der Mathematik so viel Licht verbreitet.“

Bei diesem Nachruf handelt es sich um einen der berühmtesten, die aus der Geschichte der Wissenschaften überliefert sind. Die ursprüngliche Fassung war auf Französisch geschrieben und wurde am 23. Oktober 1783 (gregorianisch: 3. November) in der Kayserlichen Akademie der Wissenschaften zu Sankt Petersburg vorgelesen.
Nach der Oktoberrevolution von 1917 kehrte ein Teil seiner Nachkommen von Russland in die Schweiz zurück, darunter die Eltern des späteren Nationalrats Alexander Euler (1929–2012).

## Wissenschaftliches Werk
Eulers Forschung war sehr vielseitig. Er arbeitete in fast allen Bereichen der Mathematik und gilt als einer der produktivsten Mathematiker der Geschichte. Unter anderem publizierte er über Geometrie, Infinitesimalrechnung, Trigonometrie, Algebra und Zahlentheorie, sowie Kontinuumsmechanik, Mondtheorie und andere Bereiche der Physik. Seine gesammelten Schriften der Opera omnia umfassen 76 Bände. Insgesamt sind 866 Publikationen von ihm bekannt. Sein Gesamtwerk umfasst damit schätzungsweise ein Drittel des gesamten Korpus mathematischer, physikalischer und mechanischer Forschung innerhalb der letzten drei Viertel des 18. Jahrhunderts. Eulers Name ist mit einer großen Anzahl von Resultaten und wissenschaftlichen Themenbereichen verbunden.
Nach Leonhard Euler sind gleich zwei mathematische Konstanten benannt: die Eulersche Zahl {\displaystyle \mathrm {e} \approx 2{,}71828} aus der Analysis und die Euler-Mascheroni-Konstante γ (Gamma) aus der Zahlentheorie, die manchmal nur als Eulersche Konstante bezeichnet wird und ungefähr gleich 0,57721 ist.
Sein mathematisches Werk inspirierte viele Generationen von Mathematikern nachhaltig. Unter anderem beeinflusste er die Arbeit von Pierre-Simon Laplace, Joseph-Louis Lagrange, Carl Friedrich Gauß, Carl Gustav Jacobi, Niels Henrik Abel, Évariste Galois, Karl Weierstraß und Bernhard Riemann.

### Mathematische Notationen
Euler hat in seinen zahlreichen Lehrbüchern mehrere Notationskonventionen eingeführt. Durch die weite Verbreitung der Bücher setzten sich viele seiner Notationen nachhaltig durch. Er führte das Konzept der mathematischen Funktion ein und schrieb als erster f(x), um die Funktion f zu bezeichnen, die auf das Argument x angewandt wird.
Der Funktionsbegriff:
Allgemeine Definitionen einer Funktion stellt Euler erstmals in seinen Schriften über die Analysis des Unendlichen Introductio in Analysin infinitorum (1748, E101, 1745 verfasst) und über die Differentialrechnung Institutiones calculi differentialis (1755, E212, verfasst 1748) an den Anfang. So wie für Euler die ganze Mathematik eine Lehre zur Analyse von Größen (als lateinische quantitas) darstellte, so bezeichnet er die Funktion als eine ‹Abhängigkeit einer Größe von einer anderen›. Besonders in diesem Funktionsbegriff zeigt sich der ‚mechanisch‘ geprägte Hintergrund, den Euler von seinen Lehrern wie aus seinen Lektüren übernommen hatte. Während er aber in der erstgenannten Schrift noch rechnerische Abhängigkeiten für die Variablen erklärt – und damit noch im Bereich des arithmetischen Funktionsbegriffs nach seinem Lehrer Joh. Bernoulli bleibt, sind es in der zweiten Schrift schon beliebige Arten von bestimmenden Abhängigkeiten zwischen den Variablen. Damit eröffnete Euler bewusst den Weg zum Funktional und ermöglicht die Zuordnung zu infinitesimalen Größen.

„Wenn daher {\displaystyle x} die variable Größe bezeichnet, so werden alle Größen, die in einer beliebigen Art von {\displaystyle x} abhängen, oder aber die von ihr bestimmt werden, Funktionen genannt.“

Symbolische Konventionen:
Von Euler stammen auch die bis heute gebräuchlichen Notationen für die trigonometrischen Funktionen, der Buchstabe e für die Basis des natürlichen Logarithmus, der griechische Buchstabe Σ (Sigma) für Summen und der Buchstabe i zur Bezeichnung der imaginären Einheit. Die Verwendung des griechischen Buchstabens π zur Bezeichnung des Verhältnisses von Kreisumfang und -durchmesser (Kreiszahl) wurde ebenfalls von Euler popularisiert, obwohl sie ursprünglich auf den walisischen Mathematiker William Jones zurückgeht.
Rechtwinklige Raumkoordinaten:
Euler war der erste mathematische Physiker, der von den 1740ern an sämtliche Bewegungsgleichungen seiner Untersuchungsobjekte aus der Mechanik in voneinander unabhängigen, zueinander rechtwinkligen kartesischen Komponenten formuliert hat. Damit begründete er den heute für gewöhnlich angesehenen Standard in der Mechanik, während zu Eulers Zeit und der Generation vor ihm vorrangig radiale und tangentiale Komponenten der Bahnkurven herangezogen wurden.

### Analysis
Euler kann als einer der Begründer der Analysis angesehen werden. Wegen anhaltender Forschung war die Infinitesimalrechnung im 18. Jahrhundert auf dem Vormarsch. Insbesondere Eulers Freunde, die Bernoullis, waren für einen Großteil der frühen Fortschritte auf diesem Gebiet verantwortlich. Dank ihres Einflusses wurde das Studium der Infinitesimalrechnung zum Hauptschwerpunkt von Eulers Arbeit.
Wegweisend waren vor allen Dingen sein Beweis der Taylor-Reihe der Exponentialfunktion
{\displaystyle \mathrm {e} ^{x}=\sum _{n=0}^{\infty }{\frac {x^{n}}{n!}}=1+x+{\frac {x^{2}}{2}}+{\frac {x^{3}}{6}}+\cdots ,}
sowie seine Lösung des sog. Basler Problems:
{\displaystyle \sum _{n=1}^{\infty }{\frac {1}{n^{2}}}=1+{\frac {1}{4}}+{\frac {1}{9}}+\cdots ={\frac {\pi ^{2}}{6}}.}

Geometrische Interpretation der Eulerschen Formel anhand des Einheitskreises

Euler verwendete erstmals die Exponentialfunktion und Logarithmen in analytischen Beweisen und definierte sie erfolgreich für komplexe Zahlen. Dadurch wurde deren Anwendungsbereich stark erweitert. Damit fand er die enge Beziehung zu den trigonometrischen Funktionen. Für jede reelle Zahl {\displaystyle \varphi } (im Bogenmaß) besagt die Eulersche Formel, dass die komplexe Exponentialfunktion diese Gleichung erfüllt:
{\displaystyle \mathrm {e} ^{\mathrm {i} \varphi }=\cos(\varphi )+\mathrm {i} \sin(\varphi )}
Ein spezieller Fall der obigen Formel ist als die Eulersche Identität bekannt:
{\displaystyle \mathrm {e} ^{\mathrm {i} \pi }+1=0}
Der Pentagonalzahlensatz aus der Funktionentheorie und Kombinatorik ist eine weitere Entdeckung von Leonhard Euler. Er besagt, dass folgendes Eulersches Produkt als Maclaurinsche Summenreihe mit Hilfe der Fünfeckszahlen und Kartenhauszahlen als Exponenten dargestellt werden kann:
{\displaystyle \prod _{n=1}^{\infty }(1-q^{n})=\sum _{k=0}^{\infty }\left[q^{k(6k+1)}-q^{(2k+1)(3k+1)}-q^{(2k+1)(3k+2)}+q^{(k+1)(6k+5)}\right]}
Für alle komplexen Zahlen {\displaystyle q\in \mathbb {C} } mit {\displaystyle |q|<1} ist diese Formel gültig. Später wurde der Pentagonalzahlensatz ebenso von Carl Gustav Jacobi und Srinivasa Ramanujan in ihren Werken behandelt.

### Zahlentheorie
Eulers Interesse an der Zahlentheorie lässt sich auf den Einfluss von Christian Goldbach, einem Freund in der Sankt Petersburger Akademie, zurückführen. Viele von Eulers frühen Arbeiten zur Zahlentheorie basieren auf den Werken von Pierre de Fermat. Euler entwickelte einige von Fermats Ideen und widerlegte manche seiner Vermutungen.
Euler verknüpfte die Natur der Primzahlverteilung mit Ideen aus der Analysis. Zum Beispiel bewies er, dass die Summe der Kehrwerte der Primzahlen divergiert. Dabei fand er die Verbindung zwischen der Riemannschen Zeta-Funktion und den Primzahlen; seine Entdeckung ist heute als Euler-Produktformel für die Riemannsche Zeta-Funktion bekannt. Er verwendete analytische Methoden, um ein gewisses Verständnis für die Verteilung der Primzahlen zu gewinnen. Eulers Arbeiten auf diesem Gebiet führten zur Entwicklung des Primzahlsatzes.
Euler bewies den kleinen fermatschen Satz, Fermats Satz über die Summe zweier Quadrate, und er leistete wichtige Beiträge zu Lagranges Vier-Quadrate-Satz. Er führte auch die Eulersche Phi-Funktion ein. Mit Hilfe der Eigenschaften dieser Funktion verallgemeinerte er Fermats kleinen Satz zu dem, was heute als Satz von Euler bekannt ist. Er trug wesentlich zur Theorie der vollkommenen Zahlen bei, die die Mathematiker seit Euklid fasziniert hatten. Euler bewies, dass die von Euklid gezeigte Beziehung zwischen (geraden) vollkommenen Zahlen und Mersenne-Primzahlen sogar eins zu eins ist, ein Ergebnis, das als Euklid-Euler-Satz bekannt ist. Euler vermutete auch das Gesetz der quadratischen Reziprozität, das später durch Carl Friedrich Gauß bewiesen wurde. Dabei handelt es sich um eines der grundlegendsten Konzepte der Zahlentheorie. 1772 hatte Euler bewiesen, dass {\displaystyle 2^{31}-1=} 2.147.483.647 eine Mersenne-Primzahl ist. Sie galt bis 1867 als die größte gefundene Primzahl.
Nach Euler sind verschiedene Zahlen und Zahlenfolgen benannt, siehe dazu Eulersche Zahlen (Begriffsklärung).

### Variationsrechnung
Leonhard Euler beschäftigte sich bereits seit Beginn seiner wissenschaftlichen Karriere, vor allem in den frühen 1730ern von J. Hermann ermuntert, mit der mathematischen Beschreibung von einzelnen Kurven und ihren Variationen. Die analytische Problemstellung hatte häufig in der Mechanik ihren Ursprung: Spezielle Forschungsfragen und Ergebnisse zu Beschleunigungen und Kraftwirkungen, in der Art von Differentialausdrücken und ihnen korrespondierenden Kurven, untersuchte er in diesen Jahren intensiv, auch im Austausch mit seinem freundschaftlichen Kollegen Daniel Bernoulli. Das Jahr 1744 schließlich datiert die Veröffentlichung des epochalen Werks Methodus inveniendi lineas curvas, das Euler schon spätestens 1741 fertiggestellt haben muss. Hierbei handelt es sich nicht nur um die gewünschte Zusammenführung und Vereinheitlichung der vielen Einzelergebnisse auf diesem Gebiet; sondern es wird auch rückblickend als der ‹Durchbruch zu einer methodischen Variationsrechnung› gesehen. Wissenschaftshistoriker sind sich (weitestgehend) einig, in Euler den ‹Schöpfer› dieses neuen Zweigs der Analysis zu sehen.
Die Aufgabenstellung und Motivation zur Variationsrechnung ist ‹ein Stockwerk über der gewöhnlichen Minimum – Maximum – Rechnung›. Es geht nunmehr darum, Kurven bzw. deren Funktionsgleichungen zu bestimmen, die hinsichtlich einer Kenngröße extremal sind. Der Ursprung zu dieser Fragestellung war in der sich entwickelnden Analysis von allgemeinem Forschungsinteresse und wurde intuitiv mit der abstrakteren ‹Lehre von den Kurven›, wie es zur Zeit Eulers noch hieß, verbunden. Historisch nahm sie in dem von Eulers Lehrer Johann Bernoulli gestellten Problem der Brachistochrone ihren Anfang. Daneben gab es viele weitere isoperimetrische Probleme, wie Euler sie nannte, die einer allgemeinen methodischen Behandlung bedurften. Gesucht war ein zusammenfassendes, analytisches Verfahren, und Euler hat es in der Variationsrechnung gefunden. Im Resultat findet sich in den Methodus inveniendi lineas curvas erstmals dieses Instrument der Euler-Lagrange-Gleichung.
Im Anschluss an die Deduktion dieser allgemeinen Variationsgleichung wendet Euler sie dann auf zahlreiche Kurvenintegrale an (Exempla), wobei er dabei zusätzliche Randbedingungen an die Art der fraglichen Kurven zu stellen weiss. Der Herausgeber der Variationsrechnung in den Euleri Opera Omnia, Constantin Carathéodory, bemerkt dazu: «Der größte Reiz des Lehrbuches von 1744 besteht in der Behandlung von etwa 66 Einzelproblemen, die fast jede Seite dieses Werkes beleben». Hierunter findet sich, wie ein beiläufiges Lemma, die Lösung zur Aufgabe der Brachistochrone: Sie tritt als ein Spezialfall der Variation über eine ganze Kurvenschar von Potenzfunktionen auf.

### Angewandte Mathematik
Zu Eulers größten Erfolgen gehören analytische Lösungen praktischer Probleme und die Beschreibung zahlreicher Anwendungen der Bernoulli-Zahlen, Fourier-Reihen, Euler-Zahlen, der Konstanten e und π, der Kettenbrüche und Integrale. Er integrierte die Differentialrechnung von Leibniz mit der Method of Fluxions (Newtons Beschreibung der Ableitung) und entwickelte Techniken, die die Anwendung der Mathematik auf physikalische Probleme erleichterten. Er machte große Fortschritte bei der Verbesserung der numerischen Approximation von Integralen. Die bemerkenswertesten dieser Annäherungen sind das explizite Euler-Verfahren und die Euler-Maclaurin-Formel. Er erkannte den Nutzen von Differentialgleichungen und führte die Euler-Mascheroni-Konstante ein:
{\displaystyle \gamma :=\lim _{n\to \infty }\left[\sum _{k=1}^{n}{\frac {1}{k}}-\log(n)\right],}
die u. a. beim Zipfschen Gesetz, aber auch in zahlreichen weiteren Feldern, eine Rolle spielt. In anderen Arbeiten setzte Euler sich mit der Anwendung mathematischer Methoden in den Sozial- und Wirtschaftswissenschaften auseinander (zum Beispiel Bevölkerungswachstum, Rentenrechnung, Lotterien, Lebenserwartung und Lebensversicherung). Wegen seiner Beiträge zur Populationsdynamik ist die Euler-Lotka-Gleichung zum Teil nach ihm benannt.

### Graphentheorie und Topologie

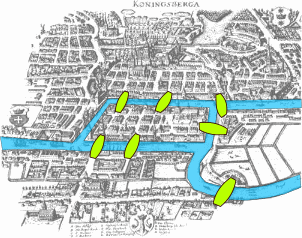
Karte von Königsberg zur Zeit Eulers: Zu sehen sind die Grundrisse der Sieben Königsberger Brücken und der Fluss Pregel. Die Brücken sind mit Farbe hervorgehoben.

Im Jahr 1735 (1736 erschienen und 1741 veröffentlicht) mit der Arbeit Solutio problematis ad geometriam situs pertinentis präsentierte Euler eine Lösung für das Königsberger Brückenproblem. Die Stadt Königsberg in Preußen lag am Fluss Pregel und umfasste zwei große Inseln, die durch sieben Brücken miteinander und mit dem Festland verbunden waren. Das Problem besteht darin, zu entscheiden, ob es möglich ist, einen Weg zu wählen, der jede Brücke genau einmal überquert und zum Ausgangspunkt zurückkehrt. Das ist nicht möglich, da es keinen Eulerkreis für diesen Graphen gibt. Diese Lösung Eulers gilt als der erste Satz der Graphentheorie, insbesondere der planaren Graphentheorie.
Euler entdeckte die Formel {\displaystyle E-K+F=2} bezüglich Anzahl der Ecken (E), Kanten (K) und Flächen (F) eines konvexen Polyeders, eines planaren Graphen. Die Konstante in dieser Formel wird heute als Euler-Charakteristik des Graphen (oder eines anderen mathematischen Objekts) bezeichnet und steht mit dem mathematischen Geschlecht des Objekts direkt in Zusammenhang. Die Untersuchung und Verallgemeinerung dieser Formel, insbesondere durch Cauchy und L’Huilier, markierte den Beginn der Topologie.

### Logik
Euler wird die Verwendung geschlossener Kurven zur Veranschaulichung der syllogistischen Argumentation zugeschrieben. Diese Diagramme sind als Euler-Diagramme bekannt geworden. Euler verwandte sie in den Briefen an eine deutsche Prinzessin 101 bis 108, die im Februar und März 1761 verfasst wurden. Diagramme für mathematische Darstellungen in der Logik tauchten in einigen Abhandlungen des achtzehnten Jahrhunderts zu diesem Thema auf, und es ist möglich, dass Johann Heinrich Lambert sie kurz vor Eulers Briefen verwendete. In den Briefen 101 und 102 betonte Euler die Notwendigkeit einer disziplinierten Sprache bei der Darstellung allgemeiner Ideen und ihrer Erweiterung; er verwendete Kreise in Diagrammen, um verschiedene Formen von Syllogismen und hypothetischen Propositionen zu erklären.

### Physik und Astronomie
Euler hat sich in sehr vielen klassischen Gebieten der Physik verdient gemacht, allem voran in den Hauptzweigen der Klassischen Mechanik.

#### Mechanik
In der frühen Schrift Mechanica, sive motus scientia analytica exposita (1736) und in seiner späteren Theoria motus corporum solidorum seu rigidorum (1765) wandte Euler die Mathematik auf Fragen der Physik an. Die neue Ausrichtung, die Mechanik zu mathematisieren, wird von Euler selbst in seiner ersten Mechanik programmatisch erklärt und dann in der gesamten Folge seiner mechanischen Schriften konsequent fortgesetzt. Euler ging es vorrangig darum, die Mechanik auf die Mittel der Analysis (im heutigen Verständnis) anzuwenden und sie so nach, wie er sagt, analytischer Methode umzugestalten und zu ergänzen. Insbesondere finden sich bei Euler erstmals Differentialgleichungen zu einzelnen Grundgesetzen der Mechanik starrer und elastischer Körper sowie zur Fluidmechanik.

„Was aber von allen, ohne Anwendung der Analysis verfassten Schriften gilt, trifft vorzugsweise die Werke der Mechanik. Der Leser wird zwar von der Wahrheit der vorgetragenen Sätze überzeugt, allein er erlangt keine hinreichend klare und bestimmte Kenntniss derselben. Werden daher dieselben Fragen nur ein wenig abgeändert, so wird er sie mit Kräften kaum beantworten können; wenn er nicht zur Analysis seine Zuflucht nimmt, und dieselben Sätze nach der analytischen Methode entwickelt.“

 Diese analytische Umgestaltung in Eulers Werk wurde schon frühzeitig von Condorcet als eine ‹Revolution› in der Mechanik gesehen. Sie gehört zu dem allgemeinen und vorrangigen Beitrag Eulers in der Mechanik, der ihm seither historisch zugeeignet wird. Die methodische Erneuerung ebnete den Weg zur Analytischen Mechanik, indem sie den damals schon als ‹steif› und ‹schwerfällig› wahrgenommenen, geometrischen Beweiskonstruktionen ein schnelleres und allgemeineres Verfahren an die Hand gab. Euler hat seit seinem ersten Buch und Meisterwerk, die Mechanica von 1736, uneingeschränkten Gebrauch von der Analysis gemacht und sie im Gebrauch erweitert.
In Eulers Mechanica (E15 und E16) sind die allgemeinen Grundgrößen der Punktmechanik in der Fassung Newtons wiederzufinden und als quantitative Bewegungsmasse (das ist die traditionelle Quantitas Motus) bereits vollständig anerkannt. Euler formuliert von Beginn an den Kraftbetrag auf eine Punktmasse {\displaystyle \mathrm {d} m} als infinitesimale Grösse der Bewegungsänderung {\displaystyle \mathrm {d} v}, um sie der Analysis zugänglich zu machen:
{\displaystyle \mathrm {d} F=\mathrm {d} m\cdot {\frac {\mathrm {d} v}{\mathrm {d} t}}}
und leitet damit die mechanische Energieerhaltung als Folgerung her:
{\displaystyle m\cdot v\cdot \mathrm {d} v=F\cdot \mathrm {d} s}.

Zusammen mit der analytischen Methode für die Mechanik formuliert Euler dort auch eine Art Programm, demgemäß die Mechanik nach der „Beschaffenheit der Körper“ zu gestalten wäre. Es ist eine Einteilung nach Materietyp, die seitdem in der Technischen Mechanik beibehalten wurde. 

„Zuerst betrachten wir unendlich kleine Körper, welche man als Punkte ansehen kann [d.i. die Punktmechanik]. Hierauf gehen wir zu Körpern von endlicher Größe über, welche fest sind und ihre Gestalt nicht verändern können [d. i. die Mechanik starrer Körper]. Drittens behandeln wir biegsame Körper. Viertens diejenigen, welche eine Ausdehnung und Zusammensetzung zulassen [d.i. Elastika in zwei und drei Dimensionen]. Fünftens untersuchen wir die Bewegung mehrerer loser Körper [d.i. die Mechanik gasförmiger Stoffe…] Sechstens müssen wir die Bewegung flüssiger Körper behandeln [d.i. die Fluidmechanik].“

 Eulers mechanische Schriften zeigen neue Resultate in allen sechs Bereichen der Mechanik.
Am 3. September 1750 las Euler vor der Berliner Akademie der Wissenschaften ein Mémoire, in dem er das Prinzip „Kraft gleich Masse mal Beschleunigung“ im Kontext der „Eulerschen Gleichung der Starrkörper-Rotation“ als eigene und neue Entdeckung vorstellte. Im Keim werden hier die heute sog. Eulerschen Gleichungen formuliert.
Im Jahr 1757 veröffentlichte er wichtige Gleichungen, die den Fluss reibungsfreier elastischer Fluide beschreiben. Diese sind heute als Euler-Gleichungen der Strömungsmechanik bekannt. Außerdem arbeitete Leonhard Euler in der Mechanik auf den Gebieten der Turbinengleichung und der Kreiseltheorie (Eulersche Kreiselgleichungen).
Die erste analytische Beschreibung der Knickung eines mit einer Druckkraft belasteten Stabes geht auf Euler zurück; er begründete damit die Stabilitätstheorie. Er half bei der Entwicklung der Euler-Bernoulli-Balkengleichung, die zu einem Eckpfeiler des Ingenieurwesens wurde.

#### Weitere Gebiete der Physik
Abgesehen von der erfolgreichen Anwendung seiner analytischen Werkzeuge auf Probleme der klassischen Mechanik wandte Euler diese auch in der Astronomie an – diese Arbeiten wurden im Laufe seiner Karriere durch eine Reihe von Preisen der Pariser Akademie anerkannt. Zu seinen Errungenschaften gehören die genaue Bestimmung der Bahnen von Kometen und anderen Himmelskörpern, das Verständnis der Natur von Kometen und die Berechnung der Sonnenparallaxe. Seine Berechnungen trugen zur Entwicklung präziser Längengradtabellen bei.
In der Optik veröffentlichte er Werke zur Wellentheorie des Lichts und zur Berechnung von optischen Linsen zur Vermeidung von Farbfehlern. Er widersprach Newtons Korpuskeltheorie des Lichts, die damals vorherrschend war, in den Opticks. Seine Arbeiten zur Optik aus den 1740er-Jahren trugen dazu bei, dass die von Christiaan Huygens vorgeschlagene Wellentheorie des Lichts zur vorherrschenden Denkweise wurde, zumindest bis zur Entwicklung der Quantentheorie des Lichts.
1745 übersetzte Euler das Werk New principles of gunnery des Engländers Benjamin Robins ins Deutsche, wobei er dessen Umfang stark erweiterte. Somit wurde dank Robins und mit Eulers Hilfe „das erste Lehrbuch der Ballistik“ geschaffen. Es wurde zum Beispiel in Frankreich (in französischer Übersetzung) als offizielles Lehrbuch in den Militärschulen eingeführt. Napoleon Bonaparte musste es als Leutnant studieren.
Weniger bekannt sind seine Arbeiten zur Hydrodynamik und zum Stabilitätskriterium von Schiffen, in denen er das bereits erworbene, aber wieder verlorengegangene Wissen von Archimedes erneuerte.
Beachtlich ist, dass Euler auf dem Gebiet der technischen Mechanik und Schiffswissenschaft nicht nur der analytische Geist gewesen war, der sich in seinen Konstruktionen auf die Richtigkeit des mathematischen Beweises verlassen hätte. Eulers Nachlass in Petersburg konnte G. Michailow vor einigen Jahrzehnten entnehmen, dass er bis ins hohe Alter gezielt Experimente zu seinen Theorien entworfen und selbst durchgeführt hat, so etwa zur Brückentheorie oder zu den Grundlagen des Schiffbaus.

### Mathematische Musiktheorie
Auch im Bereich der Musik beruhten Eulers Gedanken hauptsächlich auf der Mathematik. Obwohl seine Schriften über Musiktheorie nur einen kleinen Teil seiner Arbeit ausmachen (einige hundert Seiten, bei einer Gesamtproduktion von etwa 30.000 Seiten), spiegeln sie dennoch ein bereits früh gewecktes Interesse wider, das ihn sein ganzes Leben lang nicht mehr verlassen hat. Einer seiner Schwerpunkte war die Zuordnung eines „Grades der Lieblichkeit“ zu Mehrklängen wie musikalischen Intervallen oder auch Akkorden wie Dreiklängen. Dieser kann abstrakt als zahlentheoretische Funktion aufgefasst werden und impliziert mit steigenden Werten eine erhöhte Komplexität (also fallende Annehmlichkeit) des Klangs.

### Populäre Darstellungen und Themen
Besondere Bedeutung in der breiten Öffentlichkeit erlangte seine populärwissenschaftliche Schrift Lettres à une princesse d’Allemagne von 1768, in der er in Form von Briefen an die Prinzessin Friederike Charlotte von Brandenburg-Schwedt, eine Nichte Friedrichs II., die Grundzüge der Physik, der Astronomie, der Mathematik, der Philosophie und der Theologie vermittelt.
Darüber hinaus widmete er sich Aufgaben der Schachmathematik, zum Beispiel dem Springerproblem. Er ist der Erfinder des lateinischen Quadrats, einer Vorform des Sudoku.

## Überzeugungen gegenüber Philosophie und Religion
Der allgemein und in Prinzipien denkende Geist Leonhard Euler beschäftigte sich auch mit den naturphilosophischen Fragen und Positionen seiner Zeit. Nach Condorcet hat Euler von seinen Mentoren und Lehrern aus den Basler Studienzeiten, allen voran von Johann Bernoulli, die Auffassung übernommen, dass ein physikalisches Phänomen nur durch eine naturphilosophische und metaphysische Betrachtung vollständig erfasst werden könne. Dieses Bestreben ist im gesamten Werk Eulers verankert: In jedem physikalischen Bericht, in jedem mechanischen Mémoire, und erst recht in jedem Buch Eulers finden sich grundsätzliche Einleitungen zum Themenbereich, die eine naturphilosophische Perspektive eröffnen. Sie sind zwar vielfach nur ein Beiwerk zur mathematischen Arbeit, für den allgemeinen Kontext aber unverzichtbar.
Ebenso typisch ist, dass Euler nur zur wissenschaftlichen Veröffentlichung seiner konzeptuellen Beiträge motiviert war, wenn er von einzelnen Fehlvorstellungen in den überlieferten Lehrauffassungen überzeugt war. Nicht das geschlossene Begriffssystem, sondern die aspektbezogene Kritik und die mathematische Ausformulierung der naturphilosophischen Grundbegriffe – und das waren damals die der klassischen Mechanik – finden Eulers Forschungsinteresse.

### Wirklichkeitsbezug der Mathematik
Und hierbei gelangen ihm originelle wie neuartige Sichtweisen. Sie lassen sich allesamt mit Eulers Überzeugung kennzeichnen, dass die mathematische Analyse unmittelbaren Realitätsbezug haben muss. Mathematik ist für ihn das vorrangige Instrument, um über naturphilosophische Fragen zu Raum, Zeit und Materie sicher entscheiden und metaphysischen Spekulationen, denen er selbst nur wenig abgewinnen konnte, ein Ende bereiten zu können. Die Mathematisierung der Grundbegriffe und -gesetze, mit denen die Natur beschrieben wird, ist für Euler ein wesentlicher Schritt dahin.

„Und so schützt die Mathematik uns besonders gegen die Fehler der Sinne und belehrt uns sogar über die tatsächlichen Objekte, die über die Sinne wahrgenommen werden, mal im richtigen Verhältnis, und mal wie sie erscheinen. Und diese sicherste aller Wissenschaften bringt Vorgaben ein, die von denen befolgt werden, welche vor den Illusionen der Sinne geschützt sind. Auf diese Weise ist sie von sämtlichen Widerworten fern geblieben, so dass ihre Lehre vor Metaphysikern bewahrt wird, die vielmehr noch größeren Argwohn erzeugen.“

„Allerdings hoffe ich dadurch zu dem Ziel zu gelangen, dass wenn noch Schwierigkeiten bestehen bleiben, sie nicht mehr von Seiten der Mechanik auftreten werden, sondern allein von Seiten der Analysis: wobei diese Wissenschaft noch nicht zu einer Stufe der Perfektion emporgehoben wurde, was notwendig wäre, um analytische Formeln zu entwickeln.“

Mit den folgenden Beiträgen, die Kontinuumsanschauung, die Undurchdringlichkeit der Materie und das raumzeitliche Anschauungsvermögen betreffend, konnte Euler vor allem die metaphysikkritische Haltung in der Transzendentalphilosophie Immanuel Kants wesentlich beeinflussen. Auch für Euler galten diese Elemente als ‚metaphysische Anfangsgründe‘, die eine Gültigkeit vor jeder Erfahrung haben.

### Die Kontinuitätsauffassung
Viele grundlegende Vorstellungen Eulers zum Aufbau der Materie haben ihren Ursprung in der Naturphilosophie Descartes’ und Leibniz’, wenn vielleicht nicht durch eigene Lektüre, so doch über die Unterrichtung des Cartesianers Johann Bernoulli. So ist auch Euler von der uneingeschränkten Gültigkeit des Kontinuitätsprinzips (nach Leibniz und Bernoulli) in allen Bewegungsabläufen überzeugt und stellt sie in seinen Aufbauten zur Mechanik der Fluida und der Elastika an den Anfang.
Die Natur macht keine Sprünge – Natura non facit saltus – so der Leitgedanke der Kontinuumsauffassung. Materie besitzt demnach eine allumspannende Dichte und Ausdehnung, aus der alle mechanischen Vorgänge durch Stöße und Kontaktkräfte in der Natur entstehen. 

„Ich lege also fest, dass inmitten der Bewegung des Fluids vom Fluid her kein freier Raum zurückgelassen wird, sondern die Kontinuität in ihm beständig erhalten bleibt.“

Ein Vakuum, ein leerer Raum ist (wie schon für Descartes und Leibniz) nicht denkbar. Die inneren Wechselwirkungen dieses materiellen Kontinuums treten zwischen „subtilen“ und dicht gedrängten Partikeln auf, wie eine Art ideale Flüssigkeit, welche fluide und elastische Zustandsänderungen hervorbringen. Damit schließt Euler allerdings nicht aus, dass es auch auf größerer Ebene „grobe“ atomare Elemente geben muss, welche die Grundlage einer Molekularphysik bilden und die Vielfalt der Stoffe erklären würden.

„Diese Partikel [der groben Materie] sind somit von endlicher Größe, folglich zusammengesetzt aus noch kleineren Teilen, und somit sehr wohl von diesen zu unterscheiden, welche unter dem Namen der Elemente eingeschlossen werden.“

Materie ist nach der Kontinuitätsauffassung bis ins Unendliche teilbar. Es ist eine wesentliche Eigenschaft aller Körper, insofern diese im Raum ausgedehnt sind. Hierbei findet Euler in den Infinitesimalen wie etwa dx, dt, dm und ihren Zahlwerten die mathematischen Repräsentanten für unendlich kleine, materielle Partikel. Jedes Integral {\displaystyle \int f(x)dm} bringt entsprechend die endliche Größe über dem materiellen Feld zum Ausdruck. Hieraus erwachsen auch Eulers ablehnende Bedenken gegen kraftbegabte Letztelemente der Materie, wie sie in der Monadenlehre vorkommen. Man findet diese Kritik vor allem in seiner Schrift Gedancken von den Elementen der Cörper von 1746.

### Begründung der Kontinuumsmechanik
Nach Euler ist die mathematische Kontinuität Abbild der materiellen Kontinuumshypothese. Damit gilt Euler als Begründer der formalen Konfiguration in der Kontinuumsmechanik. Jedes Partikel mit Anfangskoordinaten {\displaystyle (x_{0},y_{0},z_{0})} im Raum ist nun durch stetige und differenzierbare Ortsfunktionen {\displaystyle f_{i}(x_{0},y_{0},z_{0},t),\,i\in (1,2,3)} beschreibbar. In demselben Zusammenhang der Mathematisierung des Feldes gelingt Euler zugleich die Formulierung der allgemeinen Kontinuitätsgleichung in der Form
{\displaystyle {\frac {\partial \rho }{\partial t}}+{\vec {\nabla }}\cdot \left(\rho {\vec {v}}\right)=0~} und {\displaystyle ~{\frac {\mathrm {d} {\vec {v}}}{\mathrm {d} t}}+{\frac {1}{\rho }}{\vec {\nabla }}{\vec {p}}={\vec {F}}}.
Mit dem mathematischen Kunstgriff der Kontinuumshypothese hat Euler wohl „nicht zur Fluidmechanik beigetragen, sondern sie erfunden“, wie J. L. Lagrange gesagt haben soll.

### Undurchdringlichkeit
Euler betont an vielen Stellen, dass die Eindeutigkeit der Partikelkonfiguration in einem fluiden Medium gewährleistet werden muss. Andernfalls wäre die Undurchdringlichkeit der Materie verletzt, was nach Eulers bzw. nach Cartesischer Auffassung unvorstellbar ist.

„Die Undurchdringlichkeit ist diejenige Eigenschaft, vermöge welcher zwei oder mehrere Körper sich nicht an demselben Ort befinden können, sie erstreckt sich selbst auf die kleinsten Elemente der Körper, so dass nicht einmal zwei solche Elemente an demselben Orte existieren können.“

Neben Trägheit und Ausdehnung gehört Undurchdringlichkeit in Eulers Naturphilosophie zu den wesentlichen metaphysischen Eigenschaften der Materie. Sie ist nicht messbar oder quantifizierbar, da auch überabzählbare Infinitesimalen {\displaystyle \mathrm {d} m} von Körpern darunter fallen. Sie bildet den Letztgrund aller physischen Kräfte.
Die logische Notwendigkeit der Undurchdringlichkeit aus dem Kontinuitätsprinzip ist zwar von Euler an vielen Stellen formuliert worden. Der logische bzw. analytische Beweis wurde allerdings weit später erbracht.

### Idealität der Raumzeit
In der kleinen Schrift Réflexions sur l’espace et le temps von 1750 und später in seiner Theoria Motus von 1765 stellt Euler die damaligen Argumente für und gegen die Realität einer absoluten Raumzeit (u. a. nach Newton und entgegen Leibniz) in Frage. Jede raumzeitliche Konzeption der sichtbaren Gegenstände müsse deren Realität erkenntnistheoretisch vorausgehen. Der ‚Ort‘ eines einzeln betrachteten Körpers habe eine von dem Körper selbst eigenständige und mehrdeutige Realität:

„Wie aber diese Ruhe oder diese Bewegung beschaffen sein wird, können wir, da die Änderung der Lage in Beziehung auf andere Körper hier nicht stattfindet, uns nicht einmal denken; wenn wir nicht einen absoluten Raum annehmen, in welchem unser Körper einen gewissen Ort einnehmen wird und von wo er nach andern Orten übergehen kann.“

Hinsichtlich dieser Frage greift Euler der transzendentalen Ästhetik I. Kants voraus.

### Teleologische Sicht auf die Natur
Euler teilte eine, wie man mit Kant sagt, physiko-teleologische Sichtweise: dass jede Wirkung der Natur nach einer zweckdienlichen Ordnung, einer höheren Vernunft gemäß, eingerichtet sein, alle Dinge in der Natur einem höheren Zweck dienen müsse. Dieser teleologische Hintergrund hat seine prominenteste und damals viel beachtete Fassung in der Naturphilosophie G. W. Leibniz’.
Hierzu gehört im Besonderen, dass alles in der Natur nach einem rational zugänglichen «Sparsamkeitsprinzip» eingerichtet sein müsse.
«Immer nämlich gibt es in den Dingen ein Prinzip der Bestimmung, welches vom Maximum oder Minimum hergenommen ist, daß nämlich die größte Wirkung hervorgebracht werde mit dem kleinsten Aufwande so zu sagen» (Leibniz).
«Tritt in der Natur irgendeine Änderung ein, so ist die für diese Änderung notwendige Aktionsmenge die kleinstmögliche» (Maupertuis).
Weder für diese naturphilosophische Position noch für ihre mathematisch-analytische Konzeption erhob Euler irgendeine Priorität.
So hat er mehrere philosophische Verteidigungsschriften verfasst, in denen er seinen Kollegen P. de Maupertuis zum Urheber des Prinzips der kleinsten Aktion erklärt. Hingegen lassen sich historische Belege finden, die Euler als gleichberechtigten Entdecker neben Maupertuis auszeichnen.
Ein frühes und häufig wiedergegebenes Bekenntnis Eulers zu einem zielgerichteten Wirken und deren Erkennbarkeit in der Natur findet man im ersten Additamentum (De Curvis Elasticis) seiner epochalen Schrift Methodus inveniendi lineas curvas (1744, E065), woraus die folgende philosophische Exposition stammt. Sie enthält zugleich die verallgemeinerte Vorstellung (und die auch auf Leibniz zurückgeht), dass jeder geometrischen Aufgabe eine eigene Erhaltungs-Größe (‹Quantitas›) korrespondieren müsse, die auf ein Extremum hin zu betrachten ist.

„Schon längst haben einige hervorragende Mathematiker eingesehen, daß die in diesem Buch vorgetragene Methode nicht nur in der Analysis, sondern auch bei der Lösung physikalischer Probleme von Nutzen sei. Da nämlich der Plan des gesamten Universums der vollkommenste ist und von dem weisesten Schöpfer festgelegt worden ist, so geschieht nichts auf der Welt, dem nicht irgendein Verhältnis des Maximums oder Minimums zugrunde liegt. Deshalb kann kein Zweifel bestehen, daß alle Wirkungen in der Welt aus den Endursachen mit Hilfe der Methode der Maxima und Minima gleich gut bestimmt werden können wie aus den bewirkenden Ursachen. [… Dafür] wird man danach streben müssen, daß in jeder Art naturwissenschaftlicher Fragen die Größe bestimmt werde, die einen größten oder kleinsten Wert annimmt. Diese Aufgabe scheint mehr zur Philosophie als zur Mathematik zu gehören.“

Euler nahm für sich in Anspruch, nachträglich oder empirisch dieses universell angenommene Prinzip der kleinsten Aktion vielfältig und ohne Ausnahmen bestätigt zu haben, indem er nach dieser analytischen Methode viele materielle Kurven der Mechanik und Statik hatte finden bzw. wieder auffinden können. In einem formalen Sinn, zu einer allgemeinen Mechanik und Naturbetrachtung reichend, bildet es neben dem Prinzip der Undurchdringlichkeit einen Grundpfeiler seines naturphilosophischen Denkens.

### Religiöse Überzeugungen
Euler und sein Freund Daniel Bernoulli lehnten beide die Monadologie von Leibniz und die Philosophie von Christian Wolff ab. Euler war davon überzeugt, dass Wissen (zumindest in Teilen) auf präzisen quantitativen Gesetzen beruht, etwas, was die Monadologie und die Wolffsche Wissenschaft nicht zu leisten vermochten. Eulers religiöse Neigungen könnten einen Einfluss auf seine Abneigung gegen diese Lehre gehabt haben; er ging sogar so weit, Wolffs Ideen als „heidnisch und atheistisch“ zu bezeichnen. Eine religiöse Überzeugung im Sinne des reformierten Glaubens wurde auch in seiner Grabrede betont. Dies macht verständlich, dass er und der Aufklärer Voltaire, zeitgleich am preußischen Hof, keinen Konsens bezüglich Weltanschauung fanden.
In einem Brief vom August 1736 an den Danziger Mathematiker Karl Leonhard Gottlieb Ehler begann Euler, der wissenschaftliche Streitigkeiten meist vermied, vorsichtig mit der Kritik an Christian Wolffs Philosophia prima sive ontologia (1729), Cosmologia generalis (1731) und der «Theorie der positiven und negativen Unendlichkeit», die in der letzten Ausgabe von Elementa matheseos universae (1710) gegeben wurde. Er akzeptierte nicht die Art und Weise, wie Wolff bei Verwendung der Regel von de L’Hospital den Ausdruck {\displaystyle {\tfrac {0}{0}}} interpretierte. Er stimmte zwar mit Leibniz und Wolff darin überein, dass infinitesimale Größen „absolute Nullen“ sind (diese Anschauung Eulers war ein Resultat von dessen „Nullenrechnung“), aber er war formal der Auffassung, dass das Verhältnis {\displaystyle {\tfrac {0}{0}}} nur in besonderen Situationen eine feste „endliche Zahl“ darstellt. Michael Segre zeigt, dass Euler dieses Problem später in seiner Institutiones calculi differentialis (1755) über die Schlussfolgerung {\displaystyle n\cdot 0=0} und damit {\displaystyle n\cdot 1={\tfrac {0}{0}}} aufgriff.
Vieles von dem, was über Eulers religiöse Überzeugungen bekannt ist, lässt sich aus seinen Briefen an eine deutsche Prinzessin und einem früheren Werk, der Rettung der Göttlichen Offenbahrung Gegen die Einwürfe der Freygeister, ableiten. Diese Werke zeigen, dass Euler ein gläubiger Christ war, der die Bibel als wegweisend empfand; die Rettung war in erster Linie ein Argument für die göttliche Verbalinspiration. Euler war in aktiven Funktionen in der reformierten Gemeinde tätig. Jegliche Kritiken der Offenbarungslehre (zur Zeit der Aufklärung von P. Bayle und M. Montaigne erwogen) waren für Euler abwegig und fehlerhaft. Euler hatte seine theologischen Auffassungen wohl vom Vater und Pfarrer Paul Euler übernommen und war (nach dem Biografen O. Spieß) darin überzeugt und ernst.
Anekdote über «Gottesbeweis»
Es gibt eine berühmte Anekdote, die von Eulers Auseinandersetzungen mit säkularen Philosophen über Religion inspiriert wurde und die während Eulers zweiter Amtszeit an der Sankt Petersburger Akademie spielt. In dieser soll Euler gegenüber Denis Diderot als Gottesbeweis das non sequitur: «Mein Herr! {\displaystyle {\tfrac {a+b^{n}}{n}}=x}, also existiert Gott. Antworten Sie mir!» vorgebracht haben, woraufhin dieser nichts erwidern konnte und Russland gedemütigt verließ. Die Anekdote ist apokryph, da Diderot selbst in der Mathematik forschte. Die Legende wurde offenbar zuerst von Dieudonné Thiébault erzählt (in seinem Buch Mes souvenirs de vingt ans de séjour à Berlin im Jahr 1801), mit weiteren starken Verzierungen durch Augustus De Morgan. Dies geschah möglicherweise, um die religiösen Überzeugungen Eulers hervorzuheben. Für den angeblichen Vorfall liegen jedoch keine zeitgenössischen Quellen vor.

## Korrespondenzen
Euler unterhielt umfangreiche Kontakte und Korrespondenz mit vielen der bedeutendsten mathematischen Wissenschaftler der damaligen Zeit, darunter Christian Goldbach, Alexis Clairaut, Jean d’Alembert, Joseph Louis Lagrange und Pierre Simon Laplace. Besonders mit Goldbach und Clairaut tauschte er sich über aktuelle Probleme der Zahlentheorie, der mathematischen Analysis, der Differentialgleichungen, der Strömungsmechanik und der Himmelsmechanik aus. Weder Meinungsverschiedenheiten noch Ansprüche des einen gegen andere dominierten den Austausch. Sie diskutierten vielmehr alle mathematischen Ideen und Probleme offen, oft schon deutlich vor ihrer Veröffentlichung. Besonders Euler in Berlin und d’Alembert in Paris hatten über viele Jahre eine umfangreiche mathematische Korrespondenz. Im Jahre 1757 hatten sie dabei schließlich doch eine starke Meinungsverschiedenheit, die zu einer Entfremdung darüber führte, ob diskontinuierliche oder nichtdifferenzierbare Funktionen zulässige Lösungen des Schwingsaitenproblems sind. Auch über die Theorie der Präzession, der Tagundnachtgleichen und der Nutation der Erdachse gab es zwischen ihnen einen Prioritätsstreit. Nachdem d’Alembert 1763 Euler in Berlin besuchte, wurde ihr Verhältnis jedoch wieder vertrauter. 1759 beteiligte sich der junge Lagrange mit einem kontroversen Artikel, der sowohl von Euler als auch von d’Alembert kritisiert wurde, an der Diskussion der Lösungen. Lagrange schloss sich jedoch den meisten von Eulers Ansichten an. 1761 versuchte Lagrange, den Kritiken von d’Alembert und anderen zu begegnen, indem er eine andere Behandlung des Problems der schwingenden Saiten vorsah. Die Debatte dauerte weitere zwanzig Jahre, ohne dass eine Lösung gefunden wurde. Die strittigen Fragen wurden erst gelöst, als Joseph Fourier das Thema im nächsten Jahrhundert aufgriff. Obwohl Euler einen wichtigen und wegweisenden Beitrag zur Variationsrechnung leistete, machte Lagrange im Alter von 19 Jahren die erste Formulierung der Gleichungen der analytischen Dynamik nach den Prinzipien der Variationsrechnung, und sein Ansatz war Eulers semi-geometrischen Methoden überlegen. So führte das klassische Euler-Lagrange-Variationsproblem der Bestimmung des Extremwertes einer Funktionalanalyse zu der berühmten Euler-Lagrange-Gleichung.

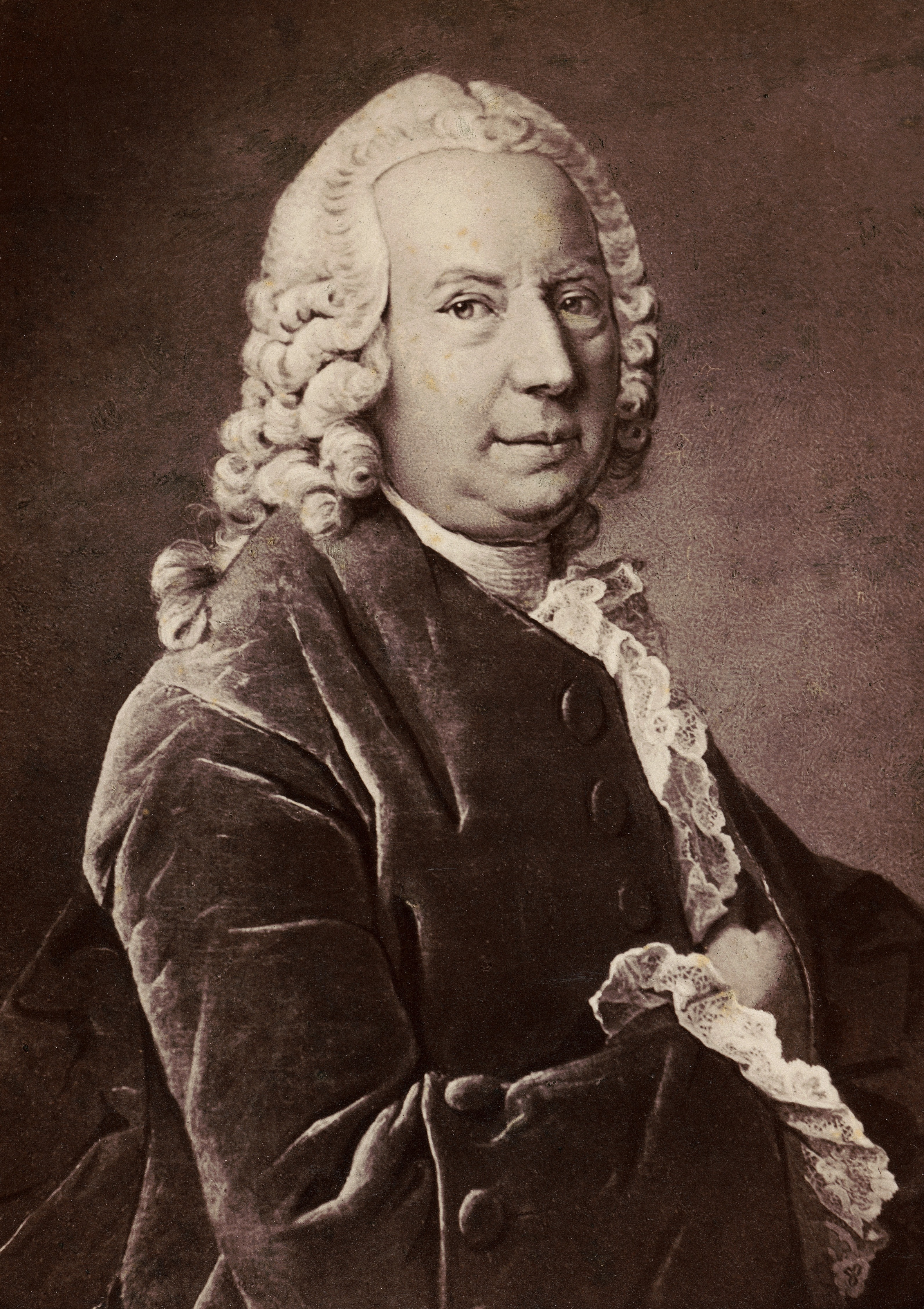
Daniel Bernoulli
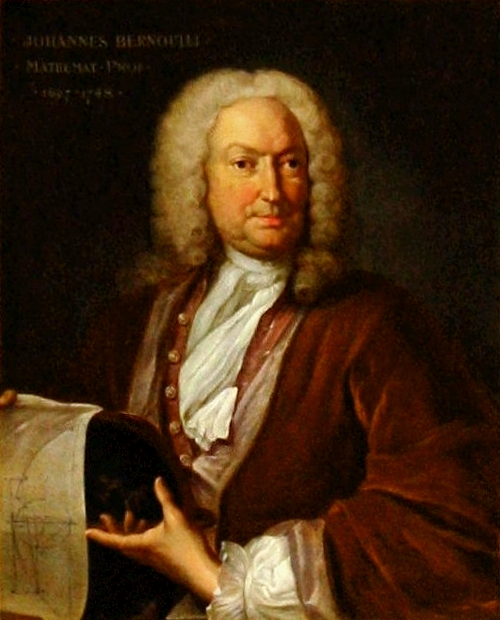
Johann I Bernoulli
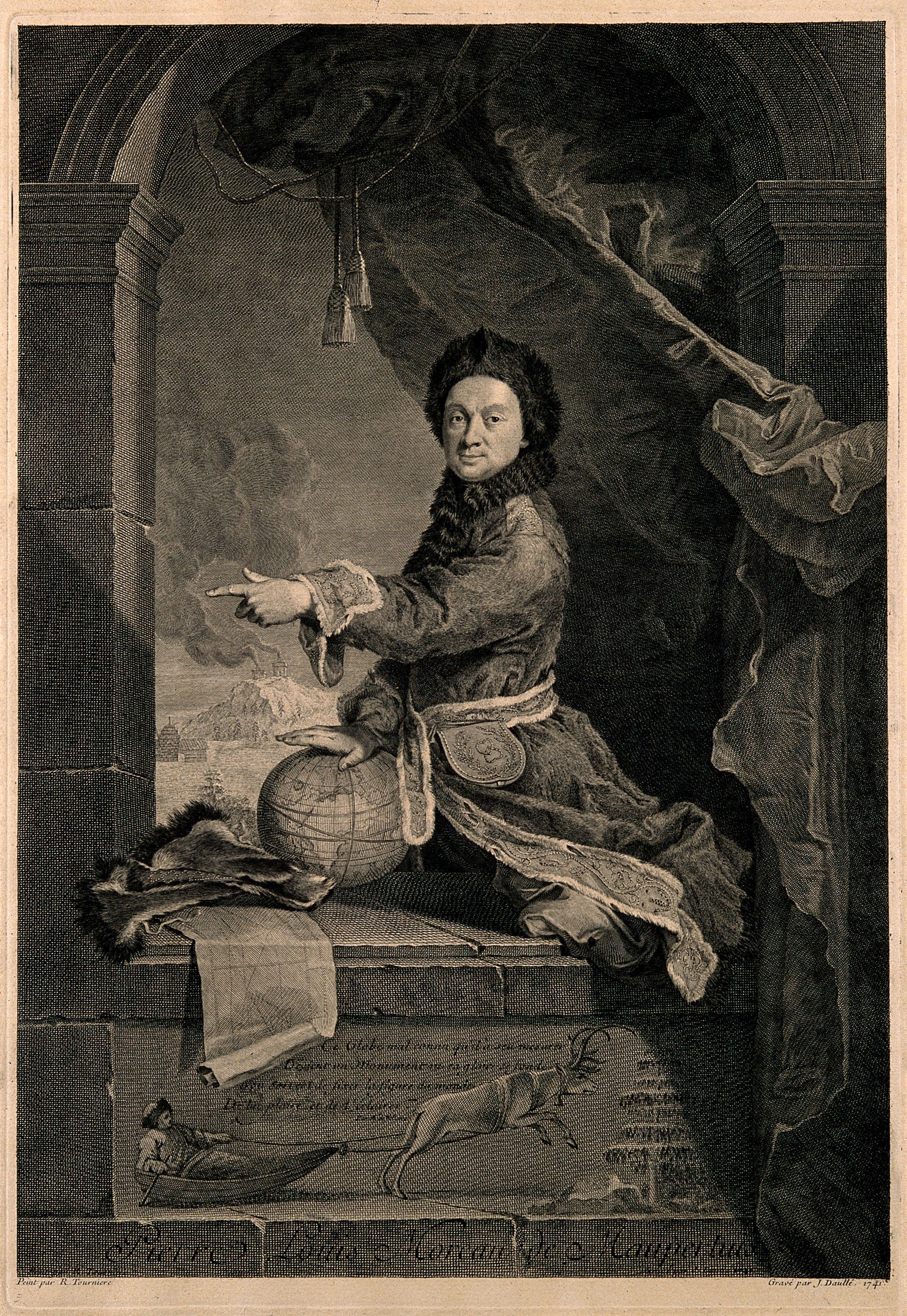
Pierre Louis de Maupertuis
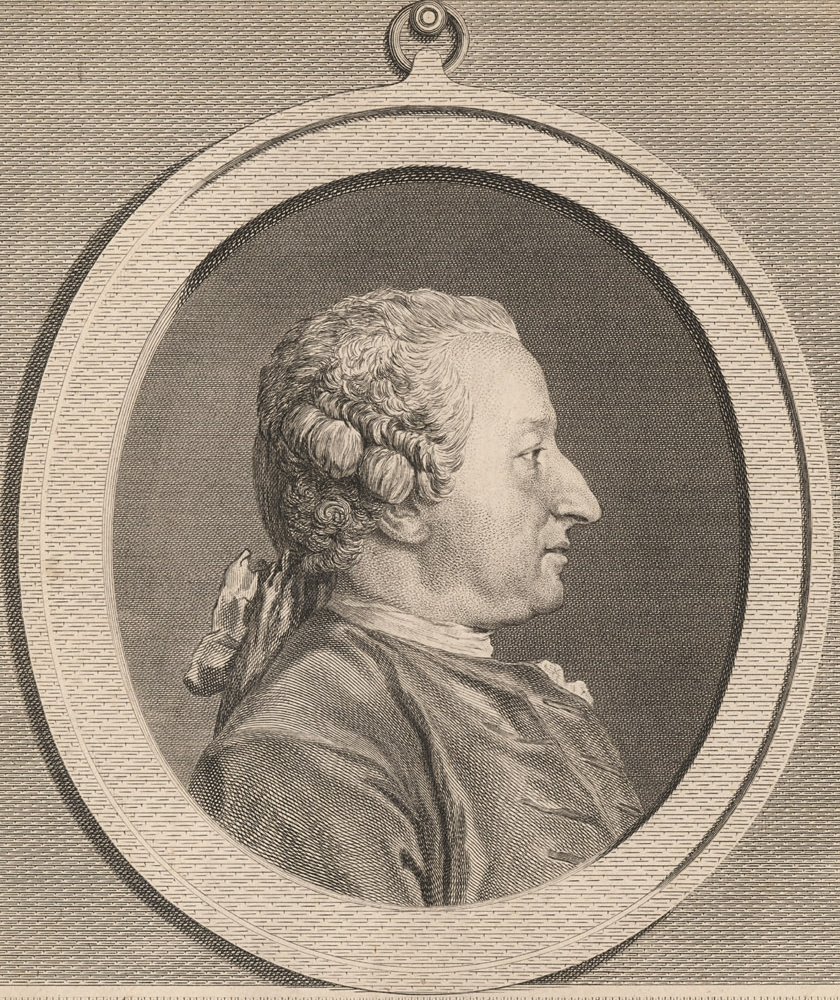
Alexis-Claude Clairaut
Jean Baptiste le Rond d’Alembert
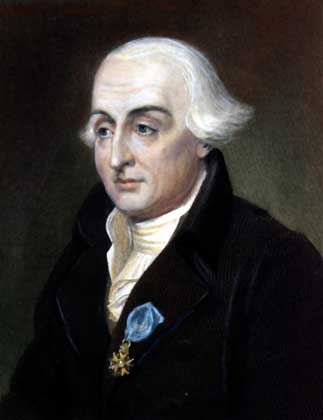
Joseph-Louis Lagrange
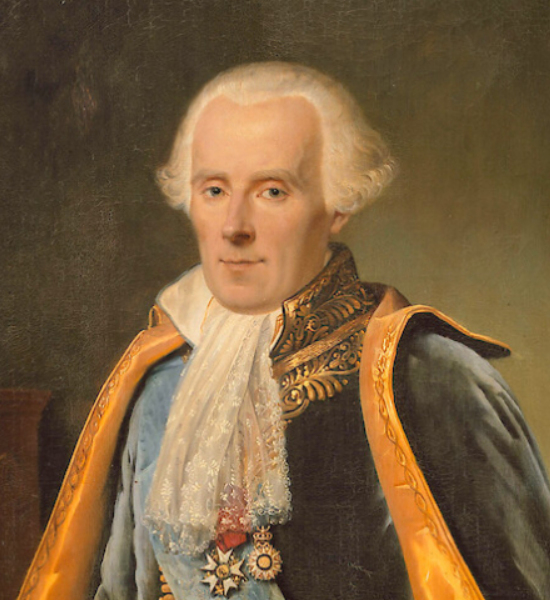
Pierre-Simon Laplace

Die wissenschaftliche Korrespondenz fußte in erster Linie auf zahlreichen Briefen. Besonders regen Austausch gab es mit Jean d’Alembert (mind. 39 Briefe), Daniel Bernoulli (mind. 100 Briefe), Johann I Bernoulli (mind. 38 Briefe), Alexis Clairaut (mind. 61 Briefe), Christian Goldbach (mind. 196 Briefe) sowie Pierre Louis Maupertuis (mind. 129 Briefe, davon 124 von Euler).
Legende in oberer Graphik:

A: 1738 erkrankte Euler schwer und verlor die Sehkraft seines rechten Auges.

B: Im Januar 1745 wurde die Berliner Akademie eröffnet, und Euler, der sich seit 1741 in Berlin aufhielt, hatte als Direktor der Mathematischen Klasse viele administrative Arbeiten zu erledigen. Zudem erkrankte er in diesem Jahr ernsthaft.

C: In die Jahre 1751/52 fällt die aufreibende Kontroverse Maupertuis’ mit J. S. Koenig, die den «Akademiestreit» zur Folge hatte.

D: 1753 lässt sich Maupertuis beurlauben und reist nach Frankreich. Euler obliegt – inoffiziell zwar, aber de facto – die Leitung der Akademie.

E: Der Siebenjährige Krieg (1756–1763) unterbindet – in der ersten Hälfte wenigstens – weitgehend den Postverkehr.

F: Eulers Zerwürfnis mit Friedrich II., das schließlich

G: 1766 zur Abreise Eulers nach Petersburg führt.

H: Euler hat sich neu einzurichten, stark behindert durch den sich verschlimmernden Star am linken Auge.

J: 1771 gänzlicher Verlust der Sehkraft (vollständige Erblindung).

## Rezeption

### Zeitgenössisch
Eulers Ansehen und Einfluss galten schon zu seinen Lebzeiten als äußerst groß. Etwa zwei Jahrzehnte lang war er der „geistige Führer der gebildeten Kreise“ im protestantischen Teil Deutschlands. Wichtige Dienste leistete er als „goldene Brücke zwischen zwei Akademien“, wovon seine Korrespondenzen ein ebenso eindrückliches Zeugnis ablegen wie die Tatsache, dass während seiner Berliner Zeit 1741–1766 in den Petersburger Akten (den Zeitschriftenbünden der Akademie) 109 Publikationen aus seiner Feder stammten, gegenüber 119 in den Memoires der Preussischen Akademie. Insgesamt gewann Euler zwölf internationale Akademiepreise, die acht Preise seiner Söhne Johann Albrecht (7) und Karl (1), zu denen er entscheidende Beiträge leistete, nicht mitgerechnet. Ludwig XVI. schenkte ihm für seine zweite Schiffstheorie 1000 Rubel, und Katharina II. bescherte ihn mit dem doppelten Betrag.
Eulers erste Mondtheorie hatte eine nicht zu unterschätzende praktische Konsequenz: Der Göttinger Astronom Tobias Mayer stellte 1755 nach Eulers Formeln Mondtafeln zusammen, die gestatteten, die Position des Erdtrabanten und damit die geographische Länge eines Schiffes auf hoher See mit einer damals in der Navigationslehre noch nie erreichten Exaktheit zu bestimmen. Das britische Parlament hatte 1714 einen beachtlichen Geldpreis für die Längenbestimmung auf hoher See unterhalb einer Fehlergrenze von einem halben Grad ausgesetzt. Dieser Preis wurde erstmals 1765 vergeben: Die Witwe Mayers erhielt 3000 Pfund, und Euler für die den Mayerschen Tafeln zugrunde gelegte Theorie 300 Pfund. Diese Mondtafeln wurden in alle Navigationsalmanache aufgenommen und die Methode mehr als ein Jahrhundert lang in der Seefahrt genutzt.
Pierre-Simon Laplace soll zu seinen Schülern gesagt haben:

« Lisez Euler, c’est notre maître à tous! »

„Lest Euler, er ist unser aller Meister!“

Eulers wissenschaftlicher Kollege Nicolas Marquis de Condorcet pflegte über viele Jahre einen privaten Briefwechsel mit Euler und hatte die Entwicklung seiner mathematischen Ergebnisse genau mitverfolgt. Er schrieb eine vielbeachtete Lobrede für Euler, stellvertretend für die Pariser Akademie der Wissenschaften, die in mehreren kommenden Auflagen und Übersetzungen der von ihm neu herausgegebenen Lettres à une princesse d’Allemagne wiederzufinden ist.
Darin bemerkt Condorcet, dass durch Eulers mathematisches Werk eine ‚Revolution‘, ein Umsturz in der Bedeutung der Algebra und Analysis für die Mathematik einsetzte. Galten zuvor noch anschaulich-geometrische Methoden als die einzig überzeugenden, so erhielten die Algebra und Infinitesimalrechnung (Analysis) durch Eulers Werk erst diejenige Verständlichkeit und Relevanz, die seit dem 19. Jahrhundert in der Mathematik und Physik weit verbreitet ist.

« Aussi en jetant les yeux sur les ouvrages des grand géomètres du siècle dernier, de ceux memes auxquel l’algèbre doit les dècouvertes les plus importantes, on verra combien peu ils étoient accoutumés à manier ce meme instrument qu’ils ont tant perfectionné; et l’on ne pourra s’empêcher de regarder comme l’ouvrage de M. Euler, la révolution qui a rendu l’analyse algébrique, une méthode lumineuse, universelle, applicable à tout, et même facile. »

„Wenn man ebenso seine Augen auf die Werke der großen Geometer des letzten Jahrhunderts [d.i. des 17. Jh.] wirft, so wird man sehen, wie wenig man sich an die Verfahrensweise dieses mathematischen Instruments gewöhnen konnte, selbst unter denen, welche die Algebra zu den wichtigsten Entdeckungen zählten und welche sie zugleich derart vollkommen gemacht haben. Und so wird man sich nicht davor erwehren können, das Werk von Hrn. Euler als einen Umsturz aufzufassen, das die algebraische Analyse in eine erhellende Methode verwandelt hat, zudem eine allgemeine, auf alles anwendbar und leicht zugänglich.“

Ebenso einzigartig sei Eulers Bemühen um vielseitige Beweiskonstruktionen. Für Euler galt es als Festigung und Vergewisserung einer Erkenntnis, wenn weitere Beweise dasselbe mathematische Ergebnis bestätigen. So blieb er niemals bei nur einem Beweisverfahren stehen, sondern suchte weitere Deduktionen, die zu tiefer liegendem Verständnis der zugrundeliegenden Theorie führen.

« Tantôt il substituoit une méthode directe et analytique à une méthode indirecte; tantôt il étendoit sa première solution à des cas qui lui avoient d’abord échappé, ajoutant presque toujours de nouveaux exemples qu’il savoit choisir avec un art singulier parmi ceux qui offroient ou quelque application utile ou quelque remarque curieuse. La seule intention de donner à son travail une forme plus methodique, d’y rèpandre plus de clarité, d’y ajouter un nouveau degré de simplicité […]. »

„Mal ersetzte er eine direkte und analytische Methode an die Stelle einer indirekten Methode, mal erweiterte er seine erste Lösung für Fälle, die ihm zunächst entgangen waren und ergänzte nahezu immer neue Beispiele, die er in einzigartiger Weise unter denen auszuwählen wusste, welche eine nützliche Anwendung oder eine interessante Bemerkung bieten würden. Die einzige Absicht war dabei, seiner Arbeit eine noch methodischere Form zu geben, sie mit mehr Klarheit zu versehen und einen neuen Grad der Einfachheit zu ergänzen […].“

Fehlkonstruktionen und unvollständige Beweise verstand Euler oft als eine Herausforderung zum Neuansatz unter anderen Voraussetzungen. In dieselbe Richtung zielt auch die Einschätzung Goethes, der die Farbenlehre dieses „außerordentlichen Menschen“, wie er ihn nennt, mindestens über die Lettres (E343/344) gut kannte und eingehend studiert haben muss:

„Euler, einer von denjenigen Männern, die bestimmt sind, wieder von vorn anzufangen, wenn sie auch in eine noch so reiche Ernte ihrer Vorgänger geraten […].“

### Im 19. Jahrhundert
Eulers Bücher, die sich nach Emil Fellmann „durchweg durch höchstes Streben nach Klarheit und Einfachheit auszeichnen“ und die „ersten eigentlichen Lehrbücher im modernen Sinne darstellen“, etablierten Euler nicht nur „zum Lehrer Europas seiner Zeit“, sondern bis tief ins 19. Jahrhundert hinein: Die Werke Bernhard Riemanns trügen so beispielsweise „unverkennbare Eulersche Züge“. Henri Poincaré berichtet, dass nach Theodore Strong „Euler der Gott der Mathematik sei, dessen Tod den Niedergang der mathematischen Wissenschaften markiere“.
Im Gegensatz dazu fand Eulers Spekulation über „subtile“ und „grobe“ Materie im 19. Jahrhundert kaum Resonanz. Die metaphysische Begründung einer plenistischen Materieauffassung blieb, vor allem in der Nachfolge der zweiten Antinomie Kants, als wissenschaftliche Hypothese unbeantwortet und ungelöst. Sie wurde im Allgemeinen nicht weiter verfolgt. Stattdessen suchte man nach empirischen Modellen und experimentellen Ergebnissen auf den Gebieten der Elektrodynamik und der Elastizitätstheorie, um ein umfassendes Ätherkonzept befürworten zu können.
Eulers metaphysische Überlegungen zu einer materiellen Dualität, die sich im systematischen Zusammenhang in der Schrift Anleitung zur Naturlehre finden, wurden posthum erst 1862 veröffentlicht. Demnach ist die „grobe Materie“ für „diverse Stoffe“ (deren genaue Untersuchung Euler der Chemie überließ) und die «subtile Materie» (ein Äther) für Schwerkraft, Elektrizität, Magnetismus und Optik verantwortlich. Es gilt jedoch als möglich, dass Bernhard Riemann die Anleitung studierte und von ihr beeinflusst war.
Die Schriften Eulers sollen einen ganz besonderen Einfluss auf Carl Gustav Jacobi gehabt haben, einen der bedeutendsten Mathematiker des 19. Jahrhunderts. Er sammelte Bücher Eulers, studierte diese voller Eifer, und bemerkte 1849 in einem Brief an seinen Bruder:

„Es ist wunderbar, dass man noch heute jede seiner Abhandlungen nicht bloß mit Belehrung, sondern mit Vergnügen liest.“

Vergeblich versuchte er, die 1783 und 1785 in Petersburg erschienenen beiden Bände Opuscula analytica Eulers zu erhalten. Als Eulers Urenkel Paul Heinrich von Fuss ihm die Bände aus Petersburg sandte, antwortete Jacobi ihm am 3. Mai 1841 in einem Brief:

„Ich sah sie [die beiden Bände] zuerst vor zwei Jahren bei Crelle und entdeckte gleich etwas, was Dirichlet und ich bisher für unser Eigenthum gehalten hatten; anderes, indem es alte Ideen von mir befruchtete, kann mich vielleicht zu einer interessanten Entdeckung führen.“

Die Eulerschen Schriften wurden für Jacobi eine „Fundgrube der Anregung“ und seine Resultate und Methoden führten Jacobi zu neuen „scharfsinnigen Entdeckungen“. Dies bezieht sich vor allen Dingen auf das von Jacobi gefundene Tripelprodukt, welches er als das „wohl das wichtigste und fruchtbarste, was [er] in reiner Mathematik erfunden habe“ bezeichnete. Dieses ist eine direkte Verallgemeinerung des Eulerschen Pentagonalsatzes und zieht wichtige Konsequenzen für die Theorie der Thetafunktionen nach sich.
Carl Friedrich Gauß lobte Eulers Arbeit und betonte ihren Wert für kommende Generationen von Mathematikern:

„Von keinem anderen Mathematiker älterer und neuerer Zeit kann man eine solche fast unbegreifliche Schnelligkeit in den schwierigsten Arbeiten bei einer solchen unerschöpflichen Fruchtbarkeit an neuen Ideen und Hilfsquellen rühmen. Alle Teile der Mathematik bearbeitete er, und die meisten erhielten unter seinen Händen eine ganz neue Gestalt.“

### 20. Jahrhundert bis heute
Aus Sicht der heutigen Wissenschaftshistorie wird Leonhard Euler einschlägig eine sehr bedeutende Rolle bezüglich Fortschritt von Mathematik und Technik eingeräumt. Bezüglich seiner nicht strengen Ausführung analytischer Techniken werden jedoch vereinzelt „logische Lücken“ moniert. Insbesondere sein Umgang mit dem unendlich Großen stieß auf Kritik, obgleich ihm wegen der trotz allem vielen korrekten Endergebnisse öfters eine große „analytische Kraft“ zugesprochen wird.
Ronald Calinger ordnet das Phänomen Euler und seine Leistungen wie folgt in die Geschichte der Wissenschaft ein: In der Mathematik wurden mit Beginn der Aufklärung nur wenige große neue Errungenschaften oder grundlegende Innovationen erwartet. Das 17. Jahrhundert – als die meisten Fachleute auf diesem Gebiet aus der Aristokratie kamen oder Positionen in Medizin, Recht oder Religion innehatten – galt als ein „goldenes Zeitalter“ der Mathematik. Mitte des Jahrhunderts hatten René Descartes und Pierre de Fermat unabhängig das geschaffen, was heute als analytische Geometrie bezeichnet wird. Diese Periode gipfelte in den Anfängen der Differentialrechnung in der Method of fluxions von Newton und dem Werk von Gottfried Wilhelm Leibniz. Viele gingen nun davon aus, dass es nur noch wenig von allgemeiner Bedeutung zu verfolgen gäbe. Doch andere Gelehrte erwarteten stattdessen eine «fruchtbare Ära» nicht nur in der Analysis, einschließlich der Schaffung ihrer Kernzweige, sondern auch in der gesamten Mathematik – sowohl in Theorie als auch in Anwendung. Vor allem die umfangreichen Forschungen und Schriften Leonhard Eulers sollten sicherstellen, dass all dies geschehen würde. Nach Ansicht von Calinger war Euler angetrieben von „enormer Energie“, einer „Leidenschaft für die Mathematik“ und die exakten Wissenschaften, einem „Engagement“ für den Aufbau einer „starken institutionellen Basis“ für diese Felder und einer „beharrlichen Verteidigung“ des reformierten Christentums. Er verfolgte seit seiner Zeit in Basel mit Ausnahme einiger schwerer Fieberschübe „fleißig“ ein „immenses Forschungs-, Rechen- und Schreibprogramm“ in reiner und angewandter Mathematik und verwandten Feldern. Allein im Kalkül der Differentialrechnung lieferte er Hunderte von Entdeckungen und Beweisen, zusammen mit vielen „furchtlosen“ Berechnungen zur Vereinfachung und Verdeutlichung von Techniken für Differentialrechnung, unendlichen Reihen und Integralrechnung. Er war der Haupterfinder der Kernzweige von Differentialgleichungen in einer semi-geometrischen analytischen Form und (zusammen mit Lagrange) später der analytischen Variationsrechnung. In Hunderten von Artikeln und einer Analysis-Trilogie, beginnend mit der zweibändigen Introductio in analysin infinitorum (Einführung in die Analyse des Unendlichen, E101 und E102, 1748), legte Euler Grundlagen: diese wurden von ihm „methodisch arrangiert“, „ausgearbeitet“ und „als Kalkül vermittelt“. Er legte damit den Grundstein für das anfängliche Programm für die Entwicklung der Infinitesimalrechnung. Als ein primäres Ergebnis seiner Studien verdrängte die Analysis die euklidische Geometrie von ihrer zwei Jahrtausende währenden Vorherrschaft in der Mathematik und war das Vorbild für die Vernunft im esprit géométrique der Epoche. In der reinen Mathematik tat Euler mehr: er leistete «wesentliche Fortschritte» in Zahlentheorie, Algebra, Kombinatorik, Graphentheorie, Wahrscheinlichkeitsrechnung, Topologie und Geometrie, wie auch Pionierarbeit der Differentialgeometrie von Oberflächen. Auch in den exakten Wissenschaften der Mechanik, Optik und Astronomie war Euler „tief verwurzelt“ und leistete Beiträge zur angewandten Mathematik, die in ihrer Kombination von Umfang und Tiefe „ihresgleichen suchten“.
Die Eulersche Identität in der Form {\displaystyle \mathrm {e} ^{\mathrm {i} \pi }+1=0} wurde vom Nobelpreisträger Richard P. Feynman als «die bemerkenswerteste Formel in der Mathematik» bezeichnet wegen ihrer genau einmaligen Verwendung von Addition, Multiplikation, Potenz und Gleichheit sowie der einmaligen Verwendung der wichtigen Konstanten 0, 1, e, i und π. 1988 wählten die Leser des Mathematical Intelligencer sie (in der Form {\displaystyle \mathrm {e} ^{\mathrm {i} \pi }=-1}) zur «schönsten mathematischen Formel aller Zeiten». Insgesamt war Euler für drei der fünf besten Formeln dieser Umfrage verantwortlich: Gleich auf Platz zwei rangierte der Polyedersatz und auf Platz fünf das Basler Problem
{\displaystyle 1+{\frac {1}{2^{2}}}+{\frac {1}{3^{2}}}+{\frac {1}{4^{2}}}+\cdots ={\frac {\pi ^{2}}{6}}.}

### Eulers Analysis aus heutiger Sicht
Nach Einschätzung von Alexander Gelfond war für Leonhard Euler die Mathematik „unzertrennlich mit ihren Anwendungen verbunden“. Bei der Suche nach einem Algorithmus zur Lösung von Aufgaben hätten „an erster Stelle Methoden, die mit bequemsten, praktischen und einfachsten Operationen zum Ziel führten“ gestanden. Euler habe in der Mathematik ein „mächtiges Hilfsmittel“, das zum Aufsuchen von Lösungsalgorithmen „unumgänglich“ ist, gesehen. Dies habe stets im Vordergrund gestanden und „die algebraische und konstruktive Färbung“ der Methoden bestimmt, die Euler in die Analysis einführte. Bezüglich des Begriffs des Unendlichen führe Euler „statt irgendwelchen exakten Definitionen lange philosophische Erläuterungen“ durch, die „das Wesen der Frage nicht erhellen“. Er mache jedoch im Umgang mit unendlich wachsenden oder abnehmenden Größen „keine Fehler“, weil er stets die „Schnelligkeit des Anwachsens oder Abnehmens“ dieser Größen beachtet, wenn sie ihm z. B. in Form von Verhältnissen begegnen. An verschiedenen Stellen spreche „er auch über das Unendliche unendlich großer Ordnung im Vergleich zu einem andern Unendlich“. So sage er beispielsweise in der Arbeit De summa seriei ex numeris primis formatae, dass „das Unendliche, das durch die Reihe
{\displaystyle \sum _{p\,\mathrm {Primzahl} }{\frac {1}{p}}=\infty }
entsteht, der Logarithmus desjenigen Unendlichen ist, das durch die harmonische Reihe
{\displaystyle \sum _{n=1}^{\infty }{\frac {1}{n}}=\infty }
repräsentiert wird“. Somit sei „die zweite Unendlichkeit von unendlich höherer Ordnung als die erstere“. Aufkommende Probleme mit fehlender Konvergenz (etwa bei Werten der Riemannschen Zeta-Funktion an negativen Stellen) habe er stets „umgangen“, indem er unter anderem „die sogenannte Abelsche Summationsmethode verwendet“ und somit „um ein Jahrhundert vorweggenommen“ habe.
Detlef Laugwitz bemerkt in diesem Kontext die Gewohnheit Eulers, Gleichheiten wie
{\displaystyle \sum _{k=1}^{\Omega }{\frac {\xi ^{k}}{k!}}=\left(1+{\frac {\xi }{\Omega }}\right)^{\Omega }}
oder auch
{\displaystyle \sum _{n=1}^{\Omega }{\frac {1}{n}}=\log(\Omega +1)+C}
verwendet zu haben (wobei hier {\displaystyle \Omega } „größer als jede endliche Zahl ist“), was „zu mancher Kritik Anlass gegeben“ habe.
Emil Fellmann verweist wegen Eulers Schwächen bezüglich des Umgangs mit dem Unendlichen auf das Fehlen einer axiomatischen Einführung der reellen Zahlen:

„Gewiss hat man oftmals – fast immer zu Unrecht – auf vermeintlich eindeutige Schwächen im Werk Eulers hingewiesen, hauptsächlich auf das angeblich unzulässige Umspringen mit dem Begriff des Unendlichen, sei es im Großen (Reihentheorie) wie auch im Kleinen. Um Konvergenz- und Stetigkeitskriterien im modernen Sinne wie auch um die logisch exakte und geschlossene Fundierung der Analysis im Sinne der ars demonstrandi eines Cauchy, Bolzano oder Weierstrass konnte er sich gar nicht kümmern, da ein (im heutigen Sinne) strenger Beweis etwa für das Cauchysche Konvergenzkriterium erst nach einer Definition der reellen Zahlen – also frühestens 1870 – ermöglicht wurde. Euler verließ sich – nur vereinzelt erfolglos – auf seine erstaunliche Instinktsicherheit und algorithmische Kraft.“

Thomas Sonar hebt in besonderer Weise die Bedeutung der Eulerschen „Nullenrechnung“ als große Leistung hervor. Diese sei von Euler „zur höchsten Perfektion“ gebracht worden. Dabei bezieht sich Sonar unter anderem auf Leibnizsche Beiträge zur Bewegungslehre, in der von „Rudimenten und Anfängen von Linien und Figuren“ die Rede ist, welche „kleiner als jede angebbare Größe“ sind. Auf „virtuose“ Weise gelänge es Euler mit diesem Werkzeug, als richtig bekannte unendliche Reihen für die Exponentialfunktion und den Logarithmus, aber auch Ableitungen wie
{\displaystyle \mathrm {d} (\log(x))={\frac {\mathrm {d} x}{x}}}
herzuleiten.

### Einschätzung der Arbeitsweise und Produktivität
Der Wissenschaftshistoriker Emil Fellmann nennt bezüglich des Phänomens der Produktivität und Arbeitsweise Eulers drei Schlüsselkomponenten. Erstens hätte Euler «die Gabe eines wohl einmaligen Gedächtnisses» besessen. Was Euler je gehört, gesehen oder geschrieben hatte, scheint sich «ihm für immer fest eingeprägt» zu haben. Davon gebe es «unzählige zeitgenössische Zeugnisse». Noch in hohem Alter solI er beispielsweise «seine Familienangehörigen, Freunde und Gesellschaften mit der wortgetreuen Rezitation jedes beliebigen Gesanges aus Vergils Aeneis entzückt haben, und Protokolle der Akademiesitzungen kannte er nach Jahrzehnten noch auswendig – von seinem Gedächtnis für mathematische Belange ganz zu schweigen». Als zweiten Punkt hebt Fellmann Eulers «seltene Konzentrationsfähigkeit» hervor. Lärm und Betrieb in seiner unmittelbaren Umgebung hätten ihn «kaum in seiner Gedankenarbeit gestört». Das Zitat: «Ein Kind auf den Knien, eine Katze auf dem Rücken, so schrieb er seine unsterblichen Werke» ist von Dieudonné Thiébault überliefert. Der dritte Schlüssel bestehe «ganz einfach in steter, ruhiger Arbeit».
Nach François Arago äußerte sich Eulers Genie in der Leichtigkeit, mit der er jede mathematische Frage zu behandeln wusste:

« Euler calculait sans aucun effort apparent, comme les hommes respirent, comme les aigles se soutiennent dans les airs. »

„Euler rechnete ohne irgendeine ersichtliche Anstrengung, wie andere Menschen atmen, wie die Adler in der Luft schweben.“

### Zum Schreibstil
Eulers Schriften weisen auch für heutige Leser einen besonderen Reiz auf. Sie sind didaktisch konzipiert, in vielen Detailfragen ausführlich, ursprünglich und selbstkritisch, um einen breiteren Zugang zu ermöglichen. Rudolf Fueter beschrieb Leonhard Eulers Arbeitsweise als „besonders wertvoll“, weil Euler in seinen wissenschaftlichen Abhandlungen den Leser aktiv an seinem Denkprozess teilhaben ließ. Anstatt nur die erfolgreichen Ergebnisse zu präsentieren, zeige Euler auch die Wege, die er eingeschlagen hatte, selbst wenn sie nicht zum Ziel führten. Dies ermögliche es dem Leser, Eulers methodischen Ansatz nachzuvollziehen und zu verstehen, wie er seine Entdeckungen gemacht hat. Fueter hob hervor, dass Euler seine Arbeiten häufig mit einer gründlichen Analyse des Problems begann, bei der er das Problem auf seine einfachste und zugleich tiefgründigste Form reduzierte. Danach folgte die Entwicklung von Begriffen und Konzepten, die oft nach nur wenigen Überlegungen zu überraschenden und bedeutenden Ergebnissen führten.
Mehrere Wissenschaftshistoriker bemerken, dass Eulers Monographien zur Mechanik, die Mechanica (1736) und die Theoria Motus Corporum Solidorum seu Rigidorum (1765), als erste Schriften ihrer Art genannt werden können, die den Charakter eines theoretischen Lehrbuches haben. Sie stellen den Gegenstand im sachlichen und didaktischen Aufbau bereits so dar, wie er z. T. auch in heutigen Lehrbüchern noch zu finden ist.
In der letztgenannten Mechanikschrift Euler (1765) findet man beispielsweise eine umfassende Rekonstruktion der Punktmechanik in kartesischen Koordinaten, wie sie Euler selbst in vielen Einzelartikeln vorbereitet hat. Dazu bemerkt der Herausgeber:

« [L’]idée d’utiliser les methodes de la géometrie analytique pour étudier le mouvement d’un point, nous est si familière qu’on fera bien de se souvenir qu’elle était alors toute nouvelle[.] »

„Die Vorstellung, Methoden der analytischen Geometrie zu verwenden, um die Bewegung eines Punktes zu studieren, ist uns so vertraut, dass man sich bewusst in Erinnerung rufen muss, dass sie einmal völlig neu waren.“

## Autobiographische Notizen
Von Euler gibt es einige wenige autobiographische Notizen, die er 1767 seinem Sohn Johann Albrecht auf Deutsch diktiert hat. Als einziges Werk nennt Euler darin seine «Disputationem de Sono» und verliert sich sonst in einigen Reise- und Gehälterdetails.
Zum Beispiel erfährt man, dass er zu seiner ersten Überfahrt im Frühjahr 1727 nach St. Petersburg ein Schiff über Lubec genommen hat. Ausführlicher gedenkt er dort auch seines früheren Mentors und Lehrers aus Studienzeiten Johann I Bernoulli, der ihm anstelle von mehreren wöchentlichen Privatlektionen den «weit heilsameren Rath» zum autodidaktischen Erlernen der Mathematik mitgab:

„[…] welcher darin bestund, dass ich selbsten einige schwerere mathematische Bücher vor mich nehmen und mit allem Fleiß durchgehen sollte.“

## Ehrungen

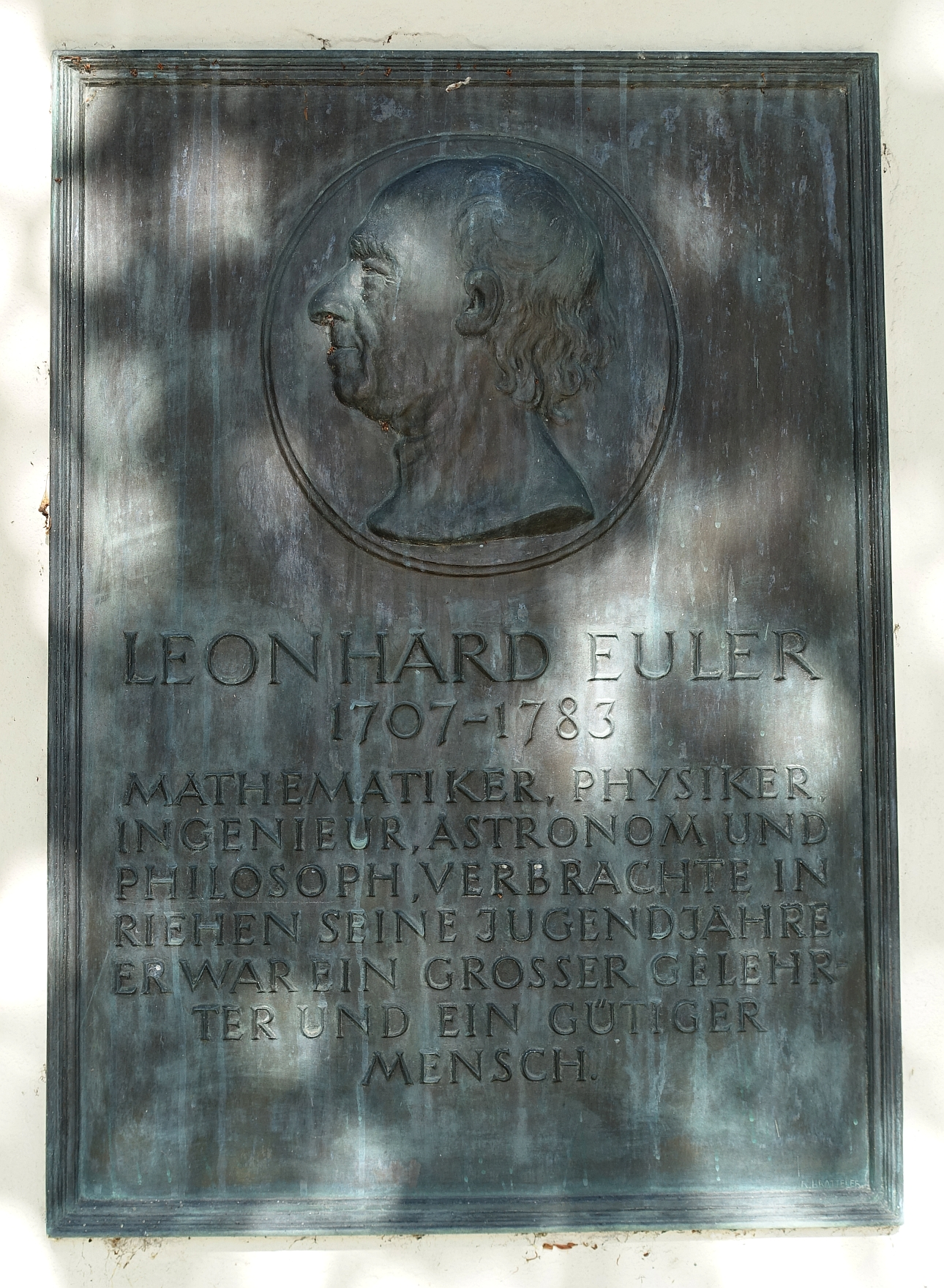
Gedenktafel, Dorfkirche St. Martin, Riehen, mit Aufschrift: Leonhard Euler (1707–1783): Mathematiker, Physiker, Ingenieur, Astronom und Philosoph, verbrachte in Riehen seine Jugendjahre. Er war ein großer Gelehrter und ein gütiger Mensch.

### Namensgeber für Preise und Auszeichnungen
Nach Leonhard Euler sind mehrere Preise benannt. Seit 1991 wird von der Russischen Akademie der Wissenschaften die Leonhard-Euler-Goldmedaille für besonders herausragende Leistungen in den Bereichen Mathematik und Physik vergeben. Für besondere Leistungen im Bereich Kombinatorik verleiht das Institute of Combinatorics and its Applications seit 1993 jährlich die Euler-Medaille.
Der Euler Book Prize wird jährlich von der Mathematical Association of America für «ein hervorragendes Buch über Mathematik» vergeben.

### Ausstellungen, Kolloquien und Vorträge
Zu seinem 200. Todesjahr 1983 veranstaltete die Technische Universität Berlin ein Euler-Kolloquium, in welchem unter anderem Emil Fellmann, Erhard Heinz, Olli Lehto und Kurt Strebel Vorträge hielten.
Anlässlich seines 300. Geburtstages widmete das Landesmuseum Braunschweig Leonhard Euler eine Ausstellung und Vortragsreihe. Dabei ging es «in der Erforschung, Darstellung und Vermittlung von wissenschaftsgeschichtlichen Fragestellungen um Kooperation unterschiedlicher Fachrichtungen, für die sich das «Projekt Euler» in hervorragender Weise angeboten habe.»

Andere Ausstellungen veranstalteten u. a. die Universität Basel und die Universität Würzburg.

### Leonhard Euler als Namensgeber
Von Leonhard Euler entwickelte Methoden oder Ideen, die seinen Namen tragen, sind:
Gleichungen:
- Euler-Bernoulli-Gleichung, Differentialgleichung vierter Ordnung, die der Kontinuumsmechanik des Balkens zugrunde liegt, siehe Biegelinie (Bestandteil der Euler-Bernoulli-Balkentheorie)
- Eulersche Differentialgleichung, lineare gewöhnliche Differentialgleichung beliebiger Ordnung
- Eulersche Gleichungen der Strömungsmechanik, Grundgleichungen zur Dynamik idealer (reibungsfreier) Flüssigkeiten
- Eulersche Kreiselgleichungen
- Euler-Lagrange-Gleichung
- Euler-Lotka-Gleichung

Formeln:
- Euler-Eytelwein-Formel, Formel für Seilhaftung
- Eulersche Formel
- Eulersche Formel oder Satz von Euler in der Flächenkrümmung, siehe Hauptkrümmung
- Euler-Maclaurin-Formel
- Euler-Rodrigues-Formel
- Eulersche Reihe
- Euler-Produkt

Sätze und Theoreme:
- Euler-Theorem, Theorem in den Wirtschaftswissenschaften
- Satz von Euler-Fermat (Zahlentheorie)

Konstanten und Zahlenfolgen:
- Euler-Mascheroni-Konstante {\displaystyle \gamma =0{,}5772\dots }, auch Eulersche Konstante genannt
- Eulersche Zahl {\displaystyle \mathrm {e} =\exp(1)=2{,}71828\dots }
- Eulersche Zahlen, verwandt mit den Bernoulli-Zahlen, treten als Taylor-Koeffizienten der Sekans-hyperbolicus-Funktion auf
- Euler-Zahlen bilden das dem Pascalschen Dreieck ähnliche Euler-Dreieck in der Kombinatorik
- Euler-Zahl ist eine dimensionslose Kennzahl in der Strömungsmechanik
- Eulersche Pseudoprimzahl

Vermutungen:
- Eulersche Vermutung, Vermutung der Zahlentheorie und Verallgemeinerung der fermatschen Vermutung

Funktionen und (mathematische) Verfahren:
- Eulersches Integral erster und zweiter Gattung (Eulersche Betafunktion und Gammafunktion)
- Euler-Maruyama-Verfahren zur Lösung von stochastischen Differentialgleichungen
- Eulersches Polygonzugverfahren (Integrationsverfahren für Differenzialgleichungen)
- Eulersche Phi-Funktion {\displaystyle \varphi (m)} = Anzahl der zu {\displaystyle m} teilerfremden ganzen Zahlen {\displaystyle a} mit {\displaystyle 0<a\leq m}
- Eulersche Reihentransformation
- Manchmal als Euler-Funktion bezeichnet wird das Euler-Produkt in der Theorie der Partitionsfunktion (siehe auch Pochhammer-Symbol).
- Eulersches Kriterium zur Berechnung des Legendre-Symbols
- Eulersche Substitution in der Integralrechnung

Geometrie und Topologie:
- Eulersche Gerade: die Verbindungsgerade von Schwerpunkt, Höhenschnittpunkt und Umkreismittelpunkt eines Dreiecks
- Satz von Euler (Geometrie)
- Satz von Euler (Vierecksgeometrie)
- Eulersches Dreieck, eine besondere Form des Kugeldreiecks
- Euler-Ziegel, ein Quader mit ganzzahligen Längen der Kanten und Flächendiagonalen
- Eulerscher Polyedersatz
- Eulersche Winkel
- Euler-Charakteristik, in der Topologie eine Kennzahl für geschlossene Flächen
- Euler-Wiege, eine kardanische Aufhängung, die in allen drei Eulerschen Winkeln drehbar ist
- Euler-Klasse

Graphentheorie:
- Euler-Hierholzer-Satz
- Eulersche Linie (auch «Eulertour» oder «Eulerkreis»), ein Kantenzug, der jede Kante eines Graphen enthält

Musiktheorie:
- Eulersches Tonnetz, Darstellung des Tonumfanges der reinen Stimmung in einem zweidimensionalen Gitternetz aus reinen Quint- und Terzintervallen

Physik und Mechanik:
- Euler-Bernoulli-Balkentheorie, siehe Bernoullische Annahmen
- Eulersche Knickfälle
- Eulersche Turbinengleichung als Grundlage für die Kraftmaschine der modernen Stromerzeugung
- Eulersche Last in der Balkentheorie die minimale axiale Last, die nötig ist, um eine Verbiegung zu bewirken
- Euler-Kreisel
- Eulerkraft
- Euler-Wind

### Widmungen

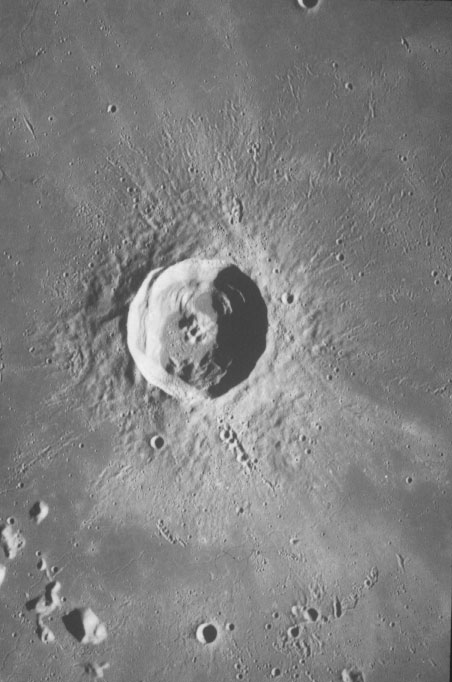
Der Mondkrater Euler

Nach Euler benannt ist das Leonhard-Euler-Teleskop, ein Spiegelteleskop der Sternwarte Genf am La-Silla-Observatorium der Europäischen Südsternwarte in Chile. Weiterhin sind zu seinen Ehren der Mondkrater Euler und der Asteroid (2002) Euler benannt. Letzteres geschah im Jahr 2002 in Anerkennung «seiner Beiträge zur Mathematik und den Wissenschaften».
Seit 1983 trägt die Mathematische Schülergesellschaft in Berlin seinen Namen.
Euler ist Namensgeber des sog. Project Euler, einer Website, auf der eine Reihe von Problemen gestellt sind, welche zumeist mittels mathematischer Programmierung gelöst werden müssen. Ziel des Projektes ist es, interessierte Menschen dabei zu unterstützen, spielerisch Programmierkenntnisse zu vertiefen oder bereits Gelerntes aufzufrischen. Auch eine Software für numerische und symbolische Berechnungen (Euler Math Toolbox) sowie eine Linux-Distribution (EulerOS) tragen seinen Namen.
Die Eulersche Scheibe (englisch Euler’s Disc) ist ein physikalisches Spielzeug für die Demonstration der Energiedissipation einer rotierenden Scheibe. Die Scheibe wurde etwa 1987 von Joe Bendik erfunden, die dieser nach Leonhard Euler benannte, weil Euler sich bereits mit mathematischen Aspekten dieses physikalischen Problems beschäftigt hatte.
Seit 1976 zeigte die Vorderseite der 10-Schweizer-Franken-Banknote das Porträt Eulers. Das Motiv den Scheins auf der Rückseite zeigte eine Wasserturbine (eine solche mit hohem Wirkungsgrad wurde von Euler erstmals konstruiert), unser Sonnensystem und der Strahlengang in einem Linsensystem. In der in den 1980er-Jahren entworfenen Reserveserie (sog. Geheimreserve, die im Falle massenhafter Fälschungen im Umlauf gekommen wäre), war Leonhard Euler ebenfalls auf dem 10-Franken-Schein abgebildet. Allerdings änderte sich sowohl Porträt als auch Motiv. Auf dem Reserveschein sind die Gammafunktion, das Sonnensystem und im Hintergrund eine Zahlentabelle abgebildet.

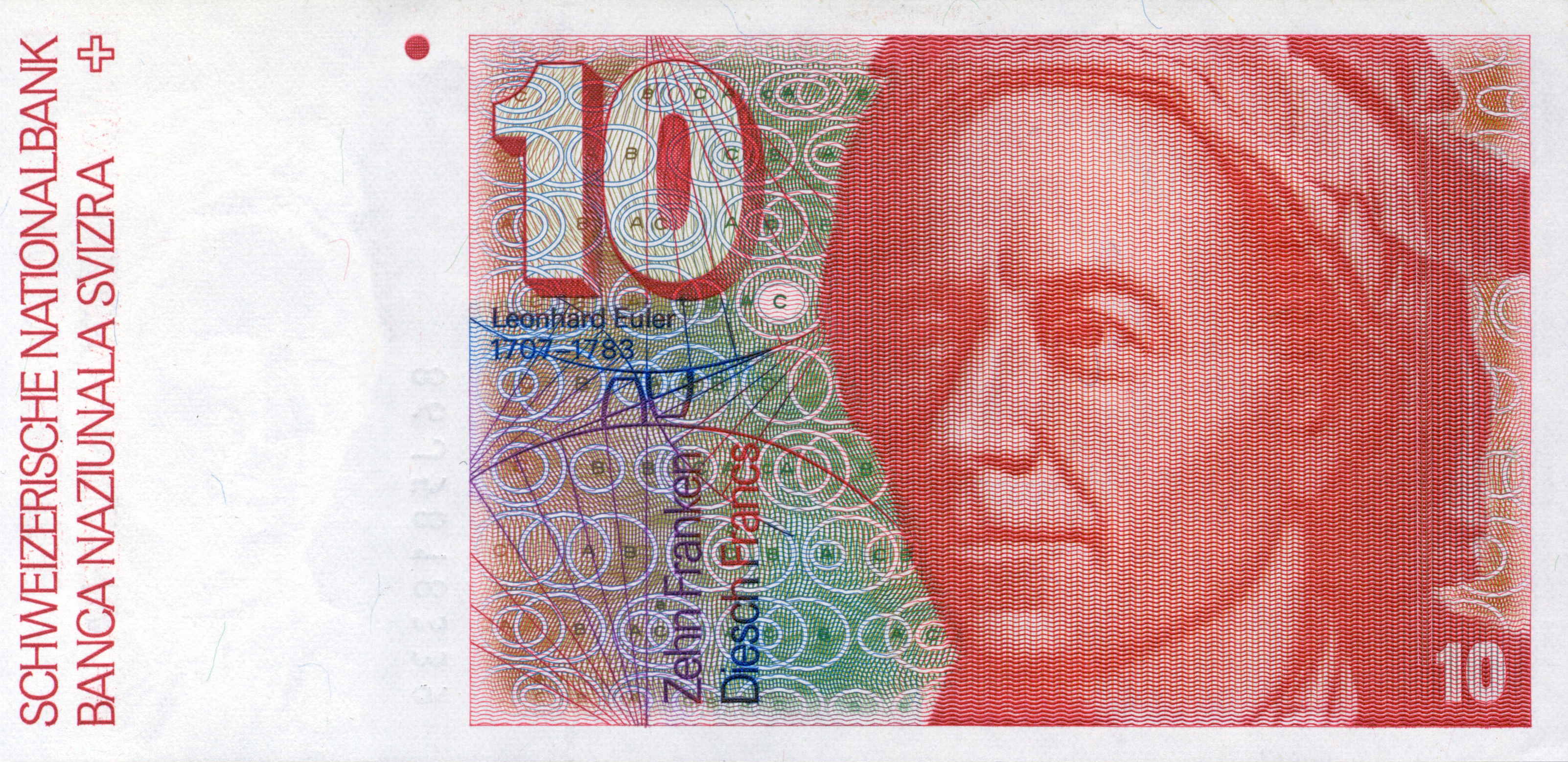
10-Schweizer-Franken-Note von 1976 bis 1995
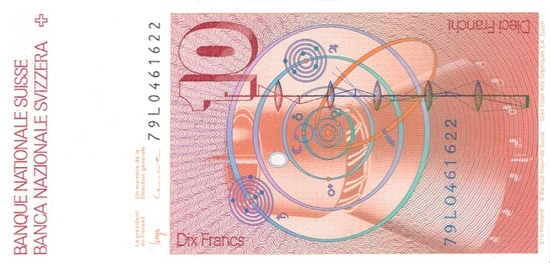
Gegenstände des Eulerschen Schaffens: Wasserturbine, Sonnensystem, Linsensystem
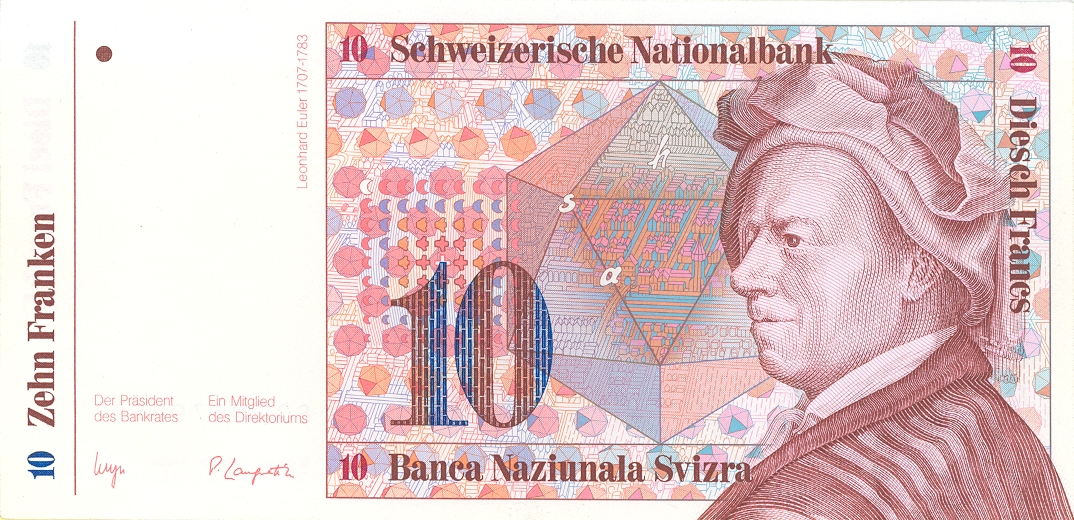
10-Schweizer-Franken-Note (Reserveserie ab 1984)
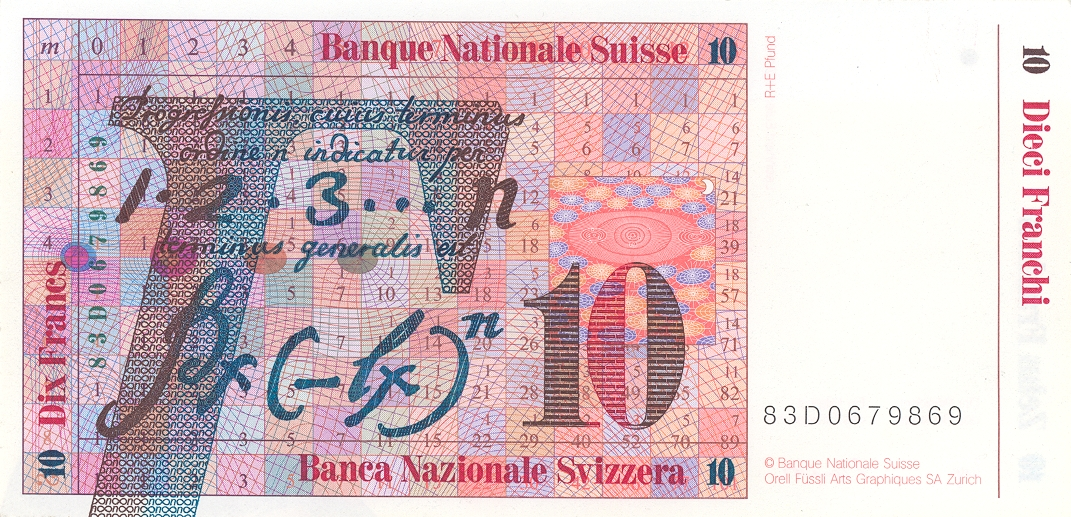
Auf dem Reserveschein änderte sich das Motiv: Andere Gegenstände von Eulers Forschung wurden abgebildet.

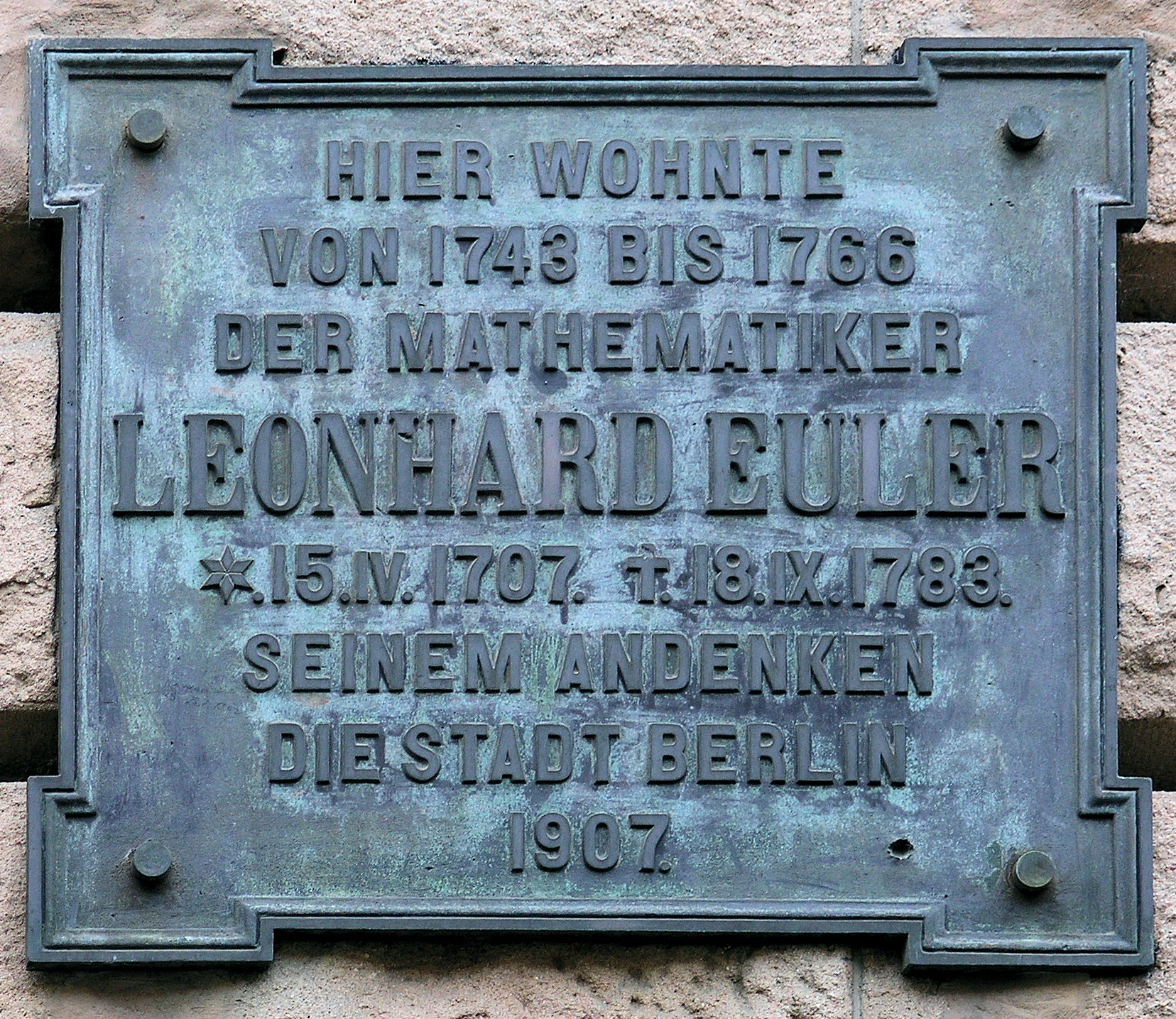
Gedenktafel am Haus Behrenstraße 21/22 in Berlin-Mitte mit Aufschrift: Hier wohnte von 1743 bis 1766 der Mathematiker Leonhard Euler, * 15.IV.1707; † 18.IX.1783. Seinem Andenken, die Stadt Berlin 1907.

In Basel wurde 1875 zu Ehren von Leonhard Euler beim Eingang des Bernoullianums eine Büste aufgestellt. Auf einer Texttafel wird darauf hingewiesen, dass das Bernoullianum in den Jahren 1872–1874 von Johann Jakob Stehlin der Jüngere (1826–1894) zur 400-Jahr-Feier der Universität für die Naturwissenschaftlichen Disziplinen auf dem Areal des 1530 errichteten Wasenbollwerks, eines wichtigen Teils der Basler Stadtbefestigung im 16. Jahrhundert, erbaut wurde. Es handelte sich um eine spezielle Art von Verteidigungsanlage, die entwickelt wurde, um die Stadt besser gegen die zunehmende Feuerkraft von Kanonen zu schützen. Zudem wurden unter anderem in Basel Straßen nach Leonhard Euler benannt. An seine Tätigkeit und sein damaliges Wohnhaus in Berlin erinnert eine Gedenktafel an der Behrenstraße 21/22, dem heutigen Haus der Bayerischen Vertretung in Berlin, die 1907 angebracht wurde. Eine weitere Gedenktafel sowie eine Darstellung der Eulerschen Dreiecke befinden sich im Stadtbezirk Mitte am Bundesamt für Statistik, Otto-Braun-Straße 70–72.
Die Pflanzengattung Euleria Urb. aus der Familie der Sumachgewächse (Anacardiaceae) wurde 1925 nach ihm benannt.
Leonhard Euler wurde mehrfach auf Briefmarken geehrt: in der Schweiz 1957 und 2007, in der DDR 1950, 1957 und 1983 und in der Sowjetunion 1983. 2007 wurde in Russland eine Gedenkmünze zu Ehren Eulers herausgegeben.

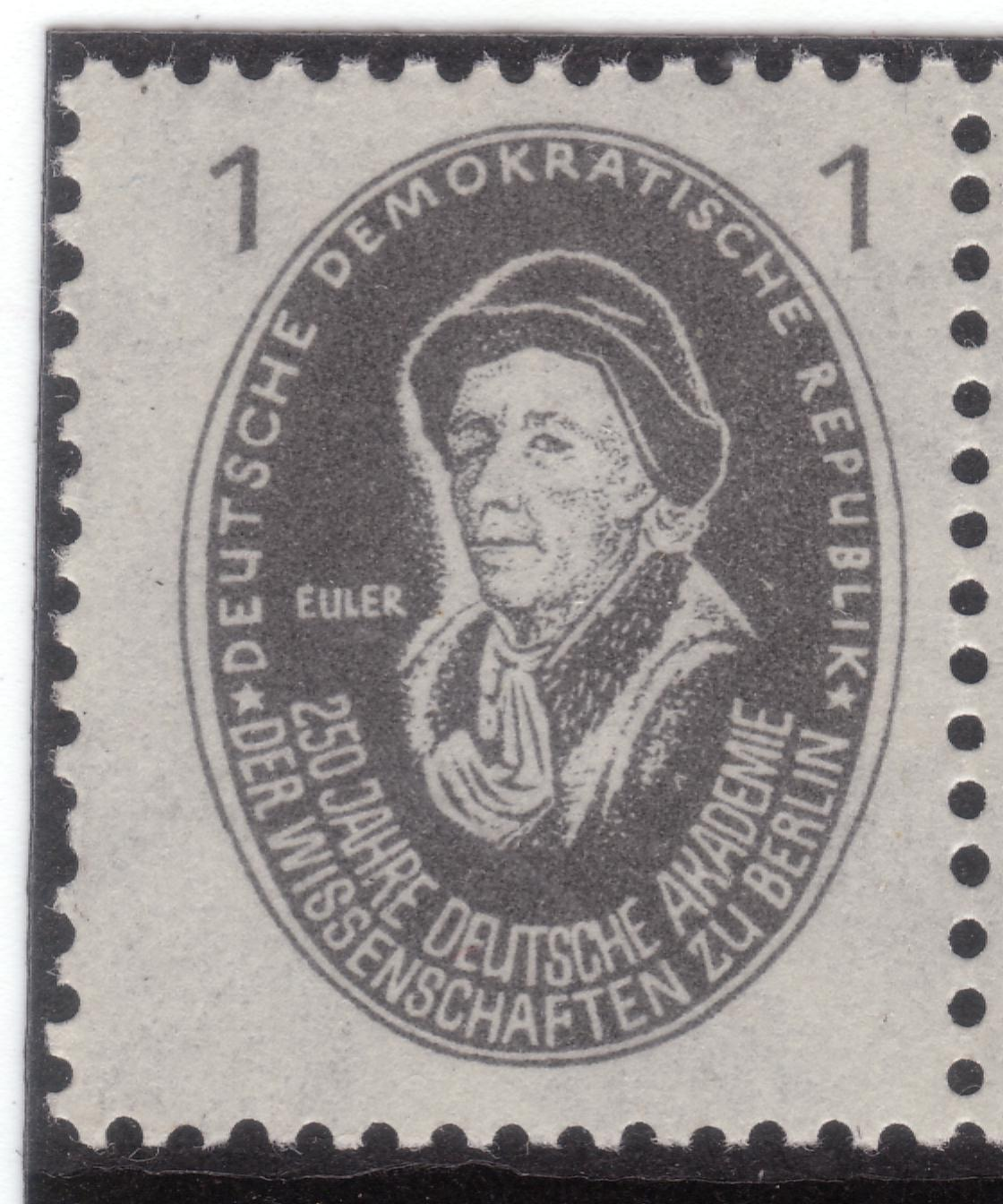
Briefmarke DDR 1950
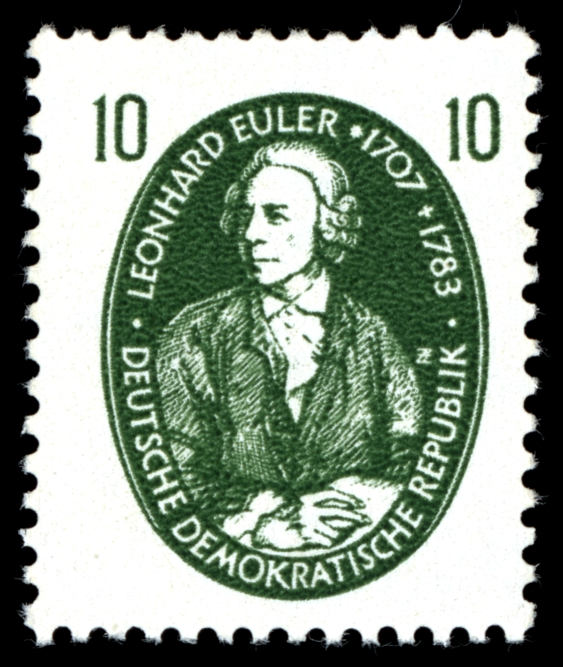
Briefmarke DDR anlässlich des 250. Geburtstages (1957)
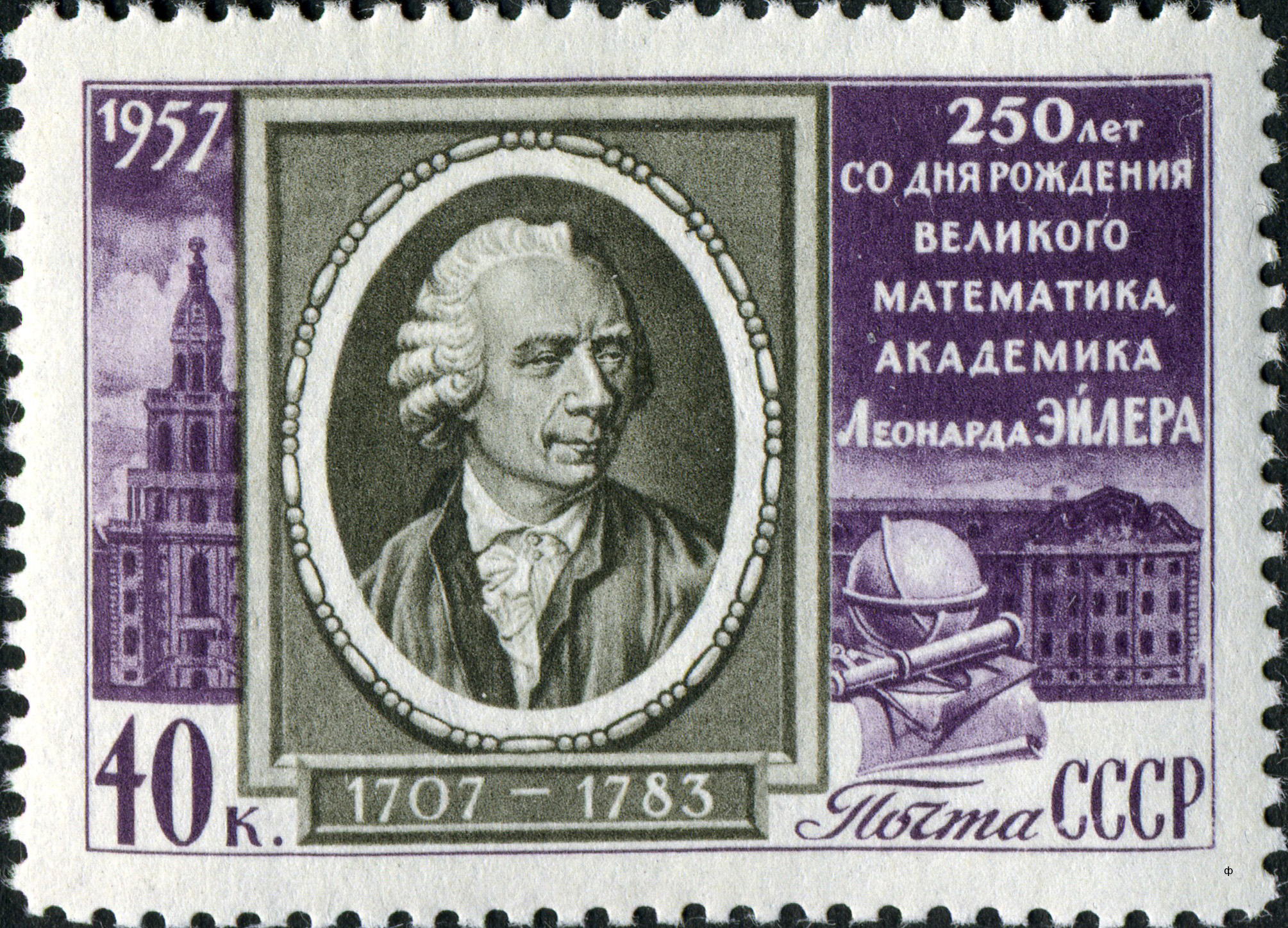
Briefmarke Sowjetunion anlässlich des 250. Geburtstages (1957)
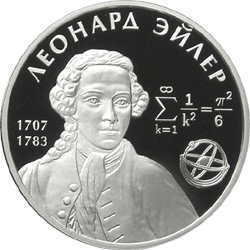
Silbermünze Russland 2007 mit der Lösung des Basler Problems

Die Evangelisch-Lutherische Kirche in Amerika erinnert mit einem Gedenktag am 24. Mai an Leonhard Euler, gemeinsam mit Nikolaus Kopernikus.

## Schriften

### Publikationen (Auswahl)
- Mechanica sive motus scientia analytice exposita. 2 Bände, 1736 (E015, E016).
- Tentamen novae theoriae musicae. 1739 (E033).
- Einleitung zur Rechen-Kunst zum Gebrauch des Gymnasii bey der Kayserlichen Academie der Wissenschafften in St. Petersburg. 2 Bände, Academische Buchdruckerey, Sankt Petersburg; Band 1 1738, Band 2 1740. (Digitalisat und Volltext im Deutschen Textarchiv Band 1, Digitalisat und Volltext im Deutschen Textarchiv Band 2).
- Solutio problematis ad geometriam situs pertinentis. 1741 (E053).
- Methodus inveniendi lineas curvas maximi minimive proprietate gaudentes sive solutio problematis isoperimetrici latissimo sensu accepti. Erstveröffentlichung (M. Bousquet) Lausanne, Genf 1744. (E065). Neu erschienen in den Opera Omnia Ser. I, Bd. 24, S. 1–322, hrsg. v. C. Carathéodory. (Orell) Turici 1952.
- Introductio in analysin infinitorum. 2 Bände. Erstveröffentlichung (M. Bousquet) Lausanne, Genf 1748 (E101, E102). Neu erschienen in den Opera Omnia Ser. I, Bde. 8 u. 9, hrsg. v. A. Krazer u. A. Speiser. (Teubner), Leipzig 1922 u. 1945.
- Découverte d’un nouveau principe de Mécanique. In: Mémoires de l'académie des sciences de Berlin. Band 6, 1752, S. 185–217 (E177).
- Institutiones calculi differentialis. 2 Bände. Erstveröffentlichung Bd. 1 (Akademie) St. Petersburg 1755. (E212). Neu erschienen im Opera Omnia Ser. I, Bd. 10, S. 1–676, hrsg. v. G. Kowalewski. (Teubner) Leipzig 1913.
  - In englischer Übersetzung erschienen als Euler – Foundations auf Differential Calculus. Hrsg. v. J. D. Blanton, (Springer) New York, Berlin, Heidelberg, 2000.
- Theoria motus corporum solidorum seu rigidorum. 1765 (E289).
- Lettres à une princesse d’Allemagne. 3 Bände, 1768 (E343, E344, E417).
- Institutiones calculi integralis. 3 Bände, 1768–1770 (E342, E366, E385).
- Vollständige Anleitung zur Algebra. 2 Bände, 1770 (E387, E388, Band 2 Digitalisat und Volltext im Deutschen Textarchiv).

### Deutsche Übersetzungen und Ausgaben seiner Werke
- Leonhard Euler’s vollständige Anleitung zur Integralrechnung, Hrsg. Joseph Solomon, 3 Bände, Wien 1828 bis 1830 (Band 1 e-rara.ch, Band 1 archive.org, Band 2 archive.org, Band 3 archive.org).
- Leonhard Euler’s Mechanik oder analytische Darstellung der Wissenschaft, 3 Bände, Hrsg. J. Ph. Wolfers, Greifswald 1848 bis 1853 (Band 1 archive.org, Band 2 archive.org, Band 3 archive.org).
- Euler, Johann Bernoulli, Jacob Bernoulli: Abhandlungen über Variationsrechnung, Hrsg. v. P. Stäckel, 1. Teil, Ostwalds Klassiker 46. (W. Engelmann) 1894, zweite Auflage Leipzig, Berlin 1910.
  - Darin enthalten E065, die Methodus inveniendi lineas curvas (1744), ohne Anhänge (Additamenta). Erschienen als Kapitel III mit dem Titel: Methode Curven zu finden, denen eine Eigenschaft im höchsten oder geringsten Grade zukommt oder Lösung des isoperimetrischen Problems, wenn es im weitesten Sinne des Wortes aufgefasst wird. Seite  21–132.
- Zwei Abhandlungen über Sphärische Trigonometrie, Ostwalds Klassiker 73, Leipzig 1896 (archive.org).
- Drei Abhandlungen über Kartenprojektion, Ostwalds Klassiker 93, Leipzig 1898 (archive.org).
- Von den elastischen Kurven Deutsche Übersetzung von Additamentun I: De Curvis Elasticis zu Methodus Inveniendi Lineas Curvas (E065), siehe hier unter Schriften. In: Abhandlungen über das Gleichgewicht und die Schwingungen der ebenen elastischen Kurven: S. 18 – 99. Hrsg. v. H. Linsenbarth, Ostwalds Klassiker Band 175. (W. Engelmann) Leipzig 1910.
- Jakob Bernoulli, Leonhard Euler: Abhandlungen über das Gleichgewicht und die Schwingungen der ebenen elastischen Kurven, Ostwalds Klassiker 175, Leipzig 1910
- Vollständigere Theorie der Maschinen, die durch Reaktion des Wassers in Bewegung versetzt werden (1754), Ostwalds Klassiker 182, Leipzig 1911
- Drei Abhandlungen über die Auflösung der Gleichungen (1783, 1764, 1790). Ostwalds Klassiker 226, Leipzig 1928
- Einleitung in die Analysis des Unendlichen, Teil 1, Einführung Wolfgang Walter, Springer 1983
- Zur Theorie komplexer Funktionen, Einleitung A. P. Juschkewitsch, Ostwalds Klassiker 261, Akademische Verlagsgesellschaft 1983
- Eine Methode sich der Eigenschaft des Maximums oder Minimums erfreuender Kurven zu finden, oder die Lösung des im weitesten Sinn aufgefassten isoperimetrischen Problems. Vollständige deutsche Übersetzung der Methodus Inveniendi Lineas Curvas (E065), siehe hier unter Schriften, von A. Aycock und A. Diener; herausgegeben vom Euler-Kreis Mainz.
- Grundlagen des Differentialkalküls, der vollständige Erklärung dieses Kalküls enthält, Teil 1. Übersetzung der Institutiones calculi differentialis, Partis Prioris (E212), siehe hier unter Schriften → Publikationen (Auswahl), übersetzt von A. Aycock und A. Diener, herausgegeben vom Euler-Kreis Mainz.

### Opera Omnia
Euler veröffentlichte rund zwei Dutzend Bücher und 500 wissenschaftliche Aufsätze. Der deutsche Mathematiker Ferdinand Rudio (1856–1929) initiierte die Herausgabe von Eulers sämtlichen Werken. Zu Lebzeiten Rudios wurden mehr als 30 Bände publiziert. Bis 2013 sind über 70 Einzelbände erschienen, außerdem vier Bände aus dem umfangreichen Briefwechsel. Die Arbeiten erscheinen in der Originalsprache, meist Französisch oder Latein.
Die gesammelten Werke wurden durch die Euler-Kommission seit 1911 als Opera Omnia im Birkhäuser (Springer) Verlag herausgegeben, die von Ferdinand Rudio gegründet wurde. Damals waren auch Adolf Krazer, Rudolf Fueter, Heinrich Weber, Paul Stäckel und Karl von der Mühll an der Herausgabe beteiligt. Zu den späteren Herausgebern von Einzelbänden gehörten Ludwig Schlesinger, Friedrich Engel, Andreas Speiser, Clifford Truesdell (Physik, Mechanik, der ganze Band 11-1 ist eine Geschichte der Elastizitätstheorie im 17. und 18. Jahrhundert, verfasst von Truesdell), Alexander Michailowitsch Ljapunow, Georg Faber, August Gutzmer, Carl Boehm, Constantin Carathéodory, Henri Dulac, Max Herzberger, Emile Cherbuliez, Charles Blanc und Eric Aiton (Physik). Hauptherausgeber nach Rudio waren Andreas Speiser (ab 1928), Walter Habicht (ab 1965) und seit 1985 Hans-Christoph Im Hof. Weitere Herausgeber waren unter anderem Emil Fellmann, Adolf Juschkewitsch, Henri Dulac, Pierre Costabel, René Taton, Wladimir Iwanowitsch Smirnow, Alot T. Grigorjan, Joachim Otto Fleckenstein, Johann Jakob Burckhardt, Gleb K. Mikhailov, Franz Lemmermeyer, Andreas Kleinert und Martin Mattmüller.
Die Edition besteht aus
- Reihe 1: Mathematik, 30 Bände (vollständig). Erster Band war 1911 die Anleitung zur Algebra. Band 16 besteht aus zwei Teilbänden.
- Reihe 2: Mechanik und Astronomie, 27 Bände in 30 Teilbänden (vollständig).
- Reihe 3: Physik und Sonstiges, 12 Bände (vollständig).
- Reihe 4a: Briefwechsel. Geplant: 10 Bände für die rund 3100 Briefe mit rund 300 Korrespondenten. Bisher erschienen: 4 Bände.
- Reihe 4b: Notizbücher, Tagebücher und Unveröffentlichtes (geplant).[271][272]

Seit 2014 widmet sich die Bernoulli-Euler-Gesellschaft um die Veröffentlichung und Vermittlung der Lebensleistung Eulers.

### Briefe
Beim Briefwechsel sind im Rahmen der Opera Omnia erschienen:
- Band 1 (Zusammenfassung Inhalte, Übersicht, 1975),
- Band 2 (mit Johann I. und Nikolaus I. Bernoulli),
- Band 5 (mit Clairaut, d’Alembert und Lagrange) und
- Band 6 (mit Maupertuis und Friedrich II.).

Außerdem sind außerhalb der Opera Omnia folgende Briefwechsel erschienen:
- mit Goldbach (Akademie Verlag, Berlin 1965),
- mit den Berliner und Petersburger Akademien (Akademie Verlag, Berlin, 3 Bände: 1959, 1961, 1976),
- mit Tobias Mayer (American Elsevier, 1971).

Paul-Heinrich Fuss veröffentlichte 1845 Teile des Briefwechsels von Euler mit Goldbach, Nikolaus Fuss, Johann I, Nikolaus und Daniel Bernoulli. Im Band 14 der Werkausgabe von Lagrange ist auch der Briefwechsel mit Euler.
- Briefe an eine deutsche Prinzessin

### Monografien und Sammelbände
- Gerd Biegel, Angela Klein, Thomas Sonar (Hrsg.): Leonhard Euler. 1707–1783. Mathematiker – Mechaniker – Physiker (= Disquisitiones historiae scientiarum. Braunschweiger Beiträge zur Wissenschaftsgeschichte. Bd. 3). Braunschweigisches Landesmuseum, Braunschweig 2008, ISBN 978-3-927939-79-0.
- Nikolai Nikolajewitsch Bogoljubow, Gleb K. Michailow, Adolf Juschkewitsch: Euler and modern science. Englische Ausgabe. (Erstveröffentlichung auf Russisch, Isdatelstvo Nauka 1988.) Mathematical Association of America. Washington DC. 2007.
- Robert E. Bradley, C. Edward Sandifer (Hrsg.): Leonhard Euler: Life, Work and Legacy. Elsevier 2007.
- Horst Bredekamp, Wladimir Velminski (Hrsg.): Mathesis & Graphe. Leonhard Euler und die Entfaltung der Wissensysteme. Akademie-Verlag, Berlin 2010, ISBN 978-3-05-004566-5.
- Ronald S. Calinger: Leonhard Euler. Mathematical Genius in the Enlightment. Princeton University Press. New Jersey, Oxfordshire 2016.
- Lokenath Debnath: The legacy of Leonhard Euler. A tricentennial tribute. Imperial College Press, London 2010.
- William Dunham: Euler: The Master of Us All. Mathematical Association of America, 1999, ISBN 0-88385-328-0.
- William Dunham (Hrsg.): The Genius of Euler. Reflections on his life and work. Mathematical Association of America, Washington DC. 2007
- Emil Fellmann (Hrsg.): Leonhard Euler 1707–1783. Beiträge zu Leben und Werk. Gedenkband des Kantons Basel-Stadt. Birkhäuser, Basel 1983, ISBN 3-7643-1343-9.
- Emil A. Fellmann: Leonhard Euler. Rowohlt, Reinbek 1995, ISBN 3-499-50387-5.
- Emil Fellmann: Leonhard Euler. Birkhäuser 2007
- Rudolf Fueter, Leonhard Euler. Beiheft Nr. 3 zur Zeitschrift Elemente der Mathematik. (Birkhäuser) Basel 1948, S. 1–22.
- Xavier Hascher, Athanase Papadopoulos (Hrsg.): Leonhard Euler: Mathématicien, physicien et théoricien de la musique. CNRS Editions, Paris 2015, ISBN 978-2-271-08331-9.
- Helmut Pulte, Konstanter Cartesianismus: Eulers rationale Mechanik und seine materietheoretische Interpretation des Prinzips der kleinsten Wirkung. Kap. B.II (S. 104 – 192) in: H. Pulte, Das Prinzip der kleinsten Wirkung und die Kraftkonzeptionen. Studia Leibnitiana (Sonderheft 19). Franz Steiner Verlag, Stuttgart 1989.
- C. Edward Sandifer: How Euler did it. Mathematical Association of America 2007 (monatliche Kolumne von Sandifer in MAA Online 2003 bis 2007).
- C. Edward Sandifer: How Euler did even more. Mathematical Association of America 2015
- C. Edward Sandifer: The early math of Leonhard Euler. Mathematical Association of America 2007
- Thomas Sonar: 3000 Jahre Analysis. Geschichte, Kulturen, Menschen. Heidelberg (u. a.) 2011, ISBN 978-3-642-17203-8.
- Otto Spiess: Leonhard Euler. Ein Beitrag zur Geistesgeschichte des 18. Jahrhunderts. Frauenfeld 1929.
- Wilhelm Stieda: Die Übersiedlung Leonhard Eulers von Berlin nach St. Petersburg. Hirzel, Leipzig 1931 urn:nbn:de:hbz:061:1-13189.
- Dieter Suisky: Euler as physicist. Springer, Berlin 2009.
- Margaret B. W. Tent: Leonhard Euler and the Bernoullis: Mathematicians from Basel. 2009, ISBN 978-1-56881-464-3.
- Rüdiger Thiele: Leonhard Euler. (= Biographien hervorragender Naturwissenschaftler, Techniker und Mediziner. Band 56) B. G. Teubner, Leipzig 1982, ISBN 3-322-00576-3.
- Clifford Truesdell, The Rational Mechanics of flexible or elastic Bodies (1638 – 1788). Introduction to Leonhardi Euleri Opera Omnia Vol. X et XI Seriei Secundae (Opera Mechanica et Astronomia). (Orell Füssli) Turici 1960
- V. S. Varadarajan: Euler through time: A new look at old themes. American Mathematical Society, 2006.
- Andreas Verdun: Leonard Eulers Arbeiten zur Himmelsmechanik. Springer-Spektrum 2015
- Wladimir Velminski (Hrsg.): Leonhard Euler. Die Geburt der Graphentheorie. Kulturverlag Kadmos, Berlin 2009, ISBN 978-3-86599-056-3.
- Rudolf Wolf: Leonhard Euler von Basel. In: Biographien zur Kulturgeschichte der Schweiz. Vierter Cyclus. Orell, Füssli & Comp., Zürich 1862, S. 87–134 (books.google.de).

### Sonstiges
- Wolfgang Breidert: Leonhard Euler and Philosophy. In: R. Bradley, C. E. Sandifer (Hrsg.): Leonhard Euler: Life, Work and Legacy. (Elsevier) Amsterdam, Boston, Heidelberg 2007.
- Constantin Carathéodory, Einführung in Eulers Arbeiten über Variationsrechnung. S.  VIII – LXII in: L. Euleri Opera Omnia, Ser. I (Opera Mathematica). Vol. 24: Methodus inveniendi lineas curvas. (Orell Füssli) Turici 1952.
- Nicolas Marquis de Condorcet: Éloge de M. Euler (Erste Fassung). In: Histoire de l’Académie royale des sciences année 1783 avec les Mémoires, Paris 1786, S. 37 – 68. Onlinezugriff: gallica.bnf.fr. .
- N. de Condorcet: Éloge de M. Euler. Neue redigierte Fassung von Condorcet (1786). In Lettres de M. Euler à une princesse d‘Allemange. Neue Ausgabe von E343, Paris 1787, S. ix – xliv. Online: Textarchiv – Internet Archive.
- Gustaf Eneström: Verzeichnis der Schriften Leonhard Eulers. Ergänzungsband 4 zum Jahresbericht der DMV. B. G. Teubner, Leipzig 1910 (erste Lieferung), 1913 (zweite Lieferung) – (archive.org).
- Lutz Felbick: Lorenz Christoph Mizler de Kolof. Schüler Bachs und pythagoreischer «Apostel der Wolffischen Philosophie» (= Hochschule für Musik und Theater «Felix Mendelssohn Bartholdy», Leipzig. Schriften. Bd. 5). Georg-Olms-Verlag, Hildesheim u. a. 2012, ISBN 978-3-487-14675-1 (Zugleich: Leipzig, Hochschule für Musik und Theater «Felix Mendelssohn Bartholdy», Dissertation, 2011), S. 126–172 (Eulers Musiktheorie) Online-Version.
- Günther Frei: Zahlentheorie, Analysis und vieles mehr – Die Bedeutung von Leonhard Euler für die heutige Zeit. In: Naturwissenschaftliche Rundschau. Band 60 (12). 2007, ISSN 0028-1050, S. 629–635.
- Nikolaus Fuß: Lobrede auf Herrn Leonhard Euler. Basel 1786. Online: digitale sammlungen.de
- Harro Heuser: Eulers Analysis. S. 147–163 des Abschnitts Eulers Werk: Mathematik in: Biegel, Klein, Sonar (2008), in der Literatur → Monografien und Sammelbände.
- Eberhard Knobloch: Das große Spargesetz der Natur: Zur Tragikomödie zwischen Euler, Voltaire und Maupertuis. In: Biegel, Klein, Sonar (Hrsg.) (2008), S. 79–89.
- Günter Kröber, Einleitung zu: Leonhard Euler, Briefe an eine deutsche Prinzessin – Philosophische Auswahl, (Reclam/deb) Leipzig (DDR), Westberlin (BRD) 1983, Seite 5–27.
- Harald Iro: Eulers analytische Mechanik. S. 237–268 des Kapitels Eulers Werk: Naturwissenschaften in Biegel, Klein, Sonar (2008).
- Olaf Neumann: Leonhard Euler und die Zahlen. S. 115–145 des Abschnitts Eulers Werk: Mathematik in: Biegel, Klein, Sonar (2008), in der Literatur →  Monografien und Sammelbände.
- Rüdiger Thiele: The Mathematics and Science of Leonhard Euler (1707–1783). Kapitel 5 in Glen van Brummelen, Michael Kinyon (Hrsg.): Mathematics and the Historian’s Craft. Springer, New York 2005, ISBN 0-387-25284-3, S. 81–140.
- R. Thiele: Euler und Basel. S. 10–21 des biographischen Teils (Zum Leben von Leonhard Euler). In: Biegel et al. (Hrsg.): Leonhard Euler. 1707–1783. Mathematiker – Mechaniker – Physiker. Braunschweig 2008,
- R. Thiele: Die Brachistochrone – Was eine kleine Kugel alles ins Rollen brachte. S. 165–176 des Kapitels Eulers Werk: Mathematik In: Biegel et al. (Hrsg.): Leonhard Euler. 1707–1783. Mathematiker – Mechaniker – Physiker. Braunschweig 2008,
- R. Thiele: Leonhard Euler und die Philosophie. S. 497–513 des Kapitels Eulers Werk: Die Vielseitigkeit Eulers. In: Biegel et al. (Hrsg.): Leonhard Euler. 1707–1783. Mathematiker – Mechaniker – Physiker. Braunschweig 2008,
- André Weil: Zahlentheorie – ein Gang durch die Geschichte von Hammurabi zu Legendre. Birkhäuser 1992.

### Nachschlagewerke
- Moritz Cantor: Euler: Leonhard. In: Allgemeine Deutsche Biographie (ADB). Band 6, Duncker & Humblot, Leipzig 1877, S. 422–431.
- Andreas Speiser: Euler. Leonhard. In: Neue Deutsche Biographie (NDB). Band 4, Duncker & Humblot, Berlin 1959, ISBN 3-428-00185-0, S. 688 f. (Digitalisat).
- Emil A. Fellmann: Euler, Leonhard. In: Historisches Lexikon der Schweiz.
- A. P. Youschkevitch: Euler, Leonhard. In: Charles Coulston Gillispie (Hrsg.): Dictionary of Scientific Biography. Band 4: Richard Dedekind – Firmicus Maternus. Charles Scribner’s Sons, New York 1971, S. 467–484 (englisch).